# Liste des souverains de Provence
Cet article liste les ducs, comtes, puis marquis de Provence. Le titre de comte de Provence devient ensuite tardivement un titre de courtoisie à la Cour.

## Recteurs,patriceset ducs de la Provence mérovingienne

### Avant 561: recteurs
- 534 ou 536-548 : Parthénius, probablement un des tout  premiers rectores Provinciæ[1].
- av. † 559 : Namatius, appelé rector, puis évêque de Vienne[2].
- Felix Ennodius, qui porta le titre de patrice[1].
- ?-561 : Agricola, patrice bourguignon, remplacé par Celsus[3].

### 561-600: Provence arlésienne et Provence marseillaise

Le couloir austrasien en Provence instauré en 567.

Après le partage du royaume entre les fils de Clotaire en 561, la province d'Arles est dans son ensemble rattachée au royaume de Gontran, c'est-à-dire à la Bourgogne, selon une solidarité naturelle. Mais en raison de l'importance de la fenêtre méditerranéenne, les rois d'Austrasie ont obtenu un corridor appelé corridor austrasien qui partant de leur territoire auvergnat passe par Avignon et aboutit à Marseille. Ainsi, cette période voit des personnages ayant simultanément des responsabilités en Provence aux ordres de Gontran ou des fils de Clotaire.
Nous savons par Grégoire de Tours que le roi Gontran nomme durant son règne trois patrices, tous d'origine romaine semble-t-il, qui à tour de rôle interviennent en Provence.
- 561-570 : Celsus, patrice bourguignon, envoyé par Gontran pour reprendre la ville d'Arles enlevée par le comte Firminus de Clermont aux ordres de Sigebert[6] ; pour Antoine-Étienne Mille, Celsus n'est fait patrice qu'en 562[7] ;
- 569 : Amatus, patrice bourguignon, signalé (sic) après le patrice Celsus[6] ;
- 570-582 : Eunius, dit aussi Mummolus, patrice bourguignon, successeur d'Amatus[6].

Du côté austrasien, il est possible d'identifier les personnages suivants :
- 561-569 : Adowaire ;
- 565 : patrice Bodégisèle (Bodegiselius)[8], fils de Mundéric et frère de Gundulf, évêque de Tongres[9],[10],[11].
- 565 : Hecca, qui reçoit de Sigebert Ier la mission « de disposer de la Provence et de Marseille »[8] ;
- 569-570 : Loup ;
- 570-573 : Jovin ; représentant du pouvoir austrasien, il devient ensuite évêque d'Uzès (581) ;
- 573-575 : Albin ; devient ensuite évêque d'Uzès (581).

À la mort de Sigebert en 575, son fils Childebert II doit céder à Gontran la moitié de Marseille. En réalité, la ville devient une indivision sous l'autorité des deux souverains, représentés par un seul fonctionnaire appelé rector et nommé par le roi austrasien. Ce corridor enclave la cité d'Arles et ses territoires. La région d'Arles, de son côté, semble dépendre de ducs aux pouvoirs territoriaux plus étendus.
- 575-587 : Dynamius le Patrice[12], recteur de Provence ; en 582, à la majorité de Childebert, qui réclame la totalité de la ville de Marseille, s'ensuit un conflit qui va durer jusqu'en 587. Dans la cité phocéenne, le Patrice s'oppose alors violemment à l'évêque Théodore, fidèle au parti austrasien de Childebert. Dynamius est peut-être remplacé par Gundulf, qui suit ;
- 581-583 : Gundulf, patrice de Provence, nommé par Childebert II[13],[14] ;
- 587-? : Nicetius ou Nizier, nommé rector Massiliensis Provinciae par Childebert II[15] ;
- 587-? : Leudegisèle, nommé patrice de Provence ou duc de la Provence d'Arles par Gontran[16] ;
- vers 596 : Arigius, signalé comme gouverneur de Provence par Louis Maimbourg[17] ou patrice par Bruno Dumézil[18] ; une lettre du pape Grégoire le Grand du 15 avril 595 mentionne un patrice Arigius qui paraît bien être le successeur de Dynamius à la fois comme rector Provinciae et comme patrice[19].

### VIIesiècle: préfets
Au VIIe siècle, les lacunes sont importantes. La fonction de rector du VIe siècle est remplacée par celle de praefectus avec un pouvoir supplémentaire, celui de battre monnaie avec notamment des émissions d'or royales bien représentées entre 613 et 662. On connaît toutefois à la tête de la praefectura de Marseille :
- Babo (fl. c. 600).
- Aegyla (fl. c. 602) ; pour certains, il aurait précédé Leudégisèle[21].
- Syagrius[20].
- Didier (Desiderius) ; il succède à son frère Syagrius, décédé. Il prend ensuite la suite, comme évêque de Cahors, de son frère aîné assassiné[20].
- Bado (634–641).
- Willibad (en) ou Willebad, patrice de Burgondie (641–643)[22].

### 675-736: patrices
Entre la fin du VIIe siècle et 736, le titre de rector disparaît au profit de celui de patrice. À partir des années 673-675, selon Louis Stouff, un patrice dirige la Provence au nom des souverains francs, mais il ne siège pas à Arles. Il réside à Marseille devenue la capitale de la Provence. Les frappes d'or disparaissent en 675, remplacées par des émissions en argent dont les initiales y figurant ont permis de reconstituer, en particulier avec les travaux de Fritz Kiener et Georges de Manteyer, la chronologie des patrices. Plusieurs noms sont également connus par d'autres sources, en particulier par un protocole rédigé à Digne en 780 contenu dans le cartulaire de Saint-Victor.
- Hector (? - Pâques 675) ; assassiné à Autun pour avoir déplu à Childéric[26].
- Rocco (vers 680)
- Bonitus (vers 681 - vers 691) ; il succède ensuite à son frère Avitus sur le siège épiscopal de Clermont[20].
- Agnorius (vers 691)
- Anténor (1re série : frappes avec nom complet)
- Austrebert ou Ansedert (Ansedertus), vers la fin du siècle[27].
- vers 700-702 : Nemfidius
- vers 702-716 : Anténor (2e série : frappes avec monogramme) ; Anténor aurait pu être deux fois patrice, bien que certains n’excluent pas l’hypothèse que le second Anténor ait été un fils ou un parent du premier[28].
- vers 716-732 : Métranus
- vers 732-736 : Abbon

Dans les années 730, apparaît également un personnage, Mauronte appelé duc (720-739), qui se rebelle contre les Carolingiens.
- vers 737 : Arding l'Alaman, qui aurait succédé au patrice Abbon[29].
- vers 737 : Childebrand Ier dit duc de Provence, frère de Charles Martel.

### Après 739:missi dominici
Le titre de patrice de Provence aurait été supprimé : soit en 736, année où Charles Martel envahit la vallée du Rhône avec son demi-frère Childebrand et dévaste la région, reprenant Arles et Avignon, tout en repoussant le duc Mauronte dans Marseille ; soit en 739, date de la mort d'Abbon dont la charge de duc et de patrice, faisant ombrage à la nouvelle dynastie carolingienne, fut supprimée par Pépin le Bref, et dont les successeurs instituèrent, à la place de ces gouverneurs inamovibles, des inspecteurs généraux divisionnaires, appelés missi dominici, dont les fonctions étaient temporaires et révocables à la volonté du souverain.

## Comtes carolingiens en Provence
Le titre de comte réapparaît vers 780, en liaison probable avec la nouvelle politique impériale dans le Midi de la France.
- 780 : Marcellin, comte vers 780[31].
- début IXe : Loup
- av. 824-ap. 829 : Leibulf, mentionné comme le successeur du comte Loup[32].
- 835 : Milo
- 841 : Garin ou Guérin[33].
- ???-845 : Audibert, comte de Marseille, puis duc ou comte de Provence en 850.
- 845-860 : Fulcrad, révolté contre l'empereur Lothaire Ier, roi de Francie médiane. À partir de 855 (mort de Lothaire), la Provence fait partie du royaume de Provence (comprenant aussi la Bourgogne cisjurane organisée autour du duché de Lyon-Vienne) de Charles (fils benjamin de Lothaire Ier), Boson (cité ci-dessous comme duc de Provence ; époux d'Ermengarde, une petite-fille de Lothaire), l'empereur Louis l'Aveugle (fils de Boson), puis rattaché vers 933 à la Bourgogne transjurane de Rodolphe II (neveu de Louis l'Aveugle et petit-fils de Boson) pour former le royaume d'Arles.
- 850 : Audibert
- 860 : Aldric
- c.861 : Fourrat, comte d'Arles[34] ; peut-être une autre orthographe pour Fulcrad ?
- 863-875 : Adalbert[35]
- 875-879 : Boson (bosonide) († 887), duc de Provence nommé par Charles le Chauve (frère de l'empereur Lothaire). Il se proclame roi en 879 et nomme son parent Théobald, comte d'Arles, pour administrer la Provence.

À la succession de Boson, sous le règne de Louis (890-928), on connaît :
- comtes de Provence :
  - 890-908 : Thibert, dit aussi Teutbert d'Avignon
- comtes d'Arles :
  - 879-895 : Théobald d'Arles (bosonide) († 895), marié à Berthe, fille de Lothaire II.
  - 905-928 : Hugues d'Arles († 947), fils du précédent et arrière-petit-fils de Lothaire. En 926, il devient roi d'Italie et donne le comté d'Arles à son frère Boson d'Arles.

### Comtes d'Arles
- 928-936 : Boson d'Arles (885 † 936), frère du précédent.
- 936-947 : Hugues d'Arles de nouveau.

## Comtes de Provence
Le titre de comte de Provence est attesté en 972 dans une charte du cartulaire de l'abbaye de Saint-Victor de Marseille.
Le comté de Provence est la continuité du comté d'Arles. Les rois de Bourgogne et de Provence avaient en effet confié l'administration de leur royaume à des comtes qui s'intitulèrent comtes d'Arles.
À la mort d'Hugues d'Arles, Conrad Ier le Pacifique, roi d'Arles, fils de Rodolphe II, morcelle le comté d'Arles en trois et nomme :
- Boson II, comte d'Arles ;
- Guillaume (frère de Boson), comte d'Avignon ;
- Griffon, peut-être comte d'Apt ou de Senez et Glandevès.

Guillaume et Boson marginalisent Griffon (peut-être tige de la Maison de Castellane) et Guillaume meurt sans enfant ; en fait, on ne lui connaît qu'un fils, Archimbaud, clerc, ce qui explique l'absence de descendance. Dans ces conditions Boson réunifie l'ancien comté d'Arles qui devient le comté de Provence. Le titre de comte d'Arles se transmettra parmi les descendants du fils aîné de Boson II.

### Dynasties de Provence
947-968 : Boson II d'Arles († 968), comte d'Arles (949), époux de Constance de Provence.

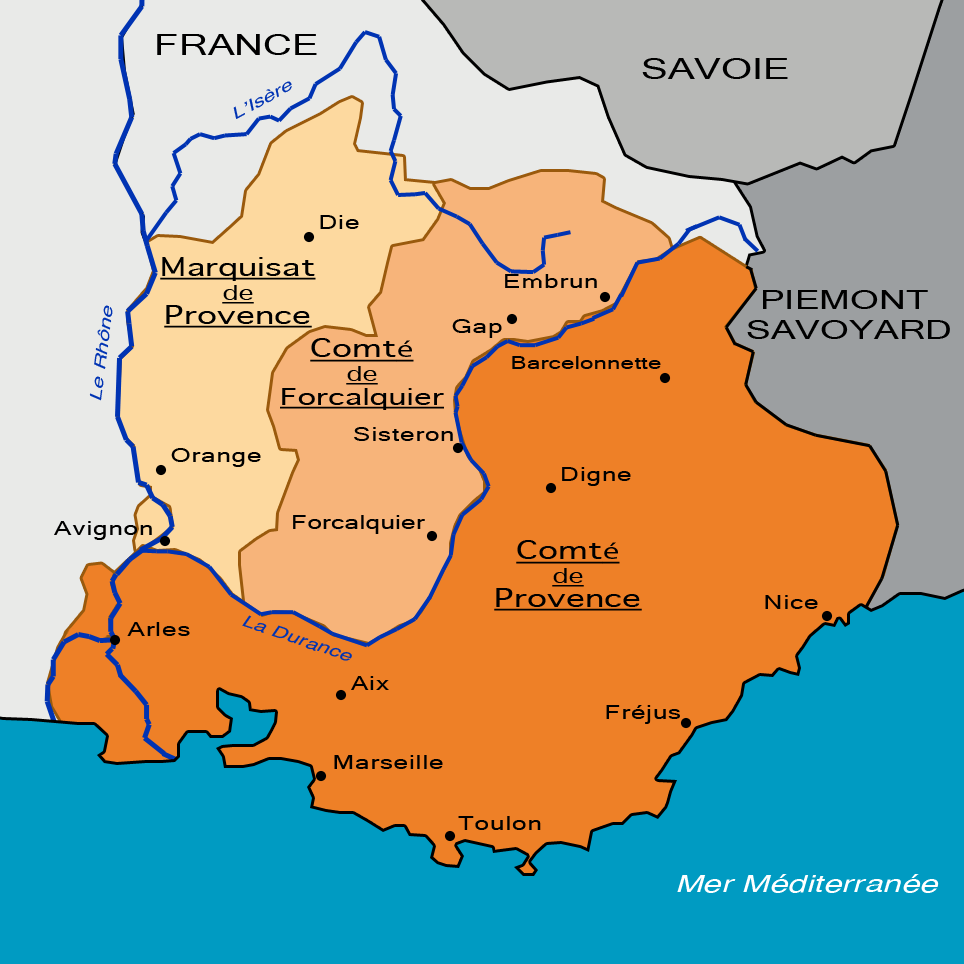
Partage de la Provence au XIIe siècle, entre comté et marquisat de Provence et comté de Forcalquier.

Le comté de Provence est ensuite une possession indivise entre ses héritiers : à la mort d'un comte, ses fils deviennent tous comtes. Si le comte n'a pas de fils, le comté revient aux filles (ou sœurs) qui ne sont pas dotées.
Certains comtes se considérèrent suffisamment puissants pour s'intituler marquis de Provence. Ce titre se fixera définitivement dans la maison de Toulouse. L'extinction de la maison de Provence dans les mâles en 1093 et la transmission du comté dans plusieurs maisons (Toulouse, Urgell et Barcelone) met fin au régime de l'indivision et aboutit aux guerres baussenques et à deux partages. Le premier, en 1125, se fera entre les maisons de Toulouse (qui a le marquisat de Provence) et de Barcelone (qui a le comté de Provence), au mépris des droits des Urgell et un second partage, vers 1150 divisera le marquisat en deux entre les maisons de Toulouse et d'Urgell (qui a le comté de Forcalquier).
| - 968-1008 : Rotboald Ier († 1008), fils aîné de Boson II, comte d'Arles, et de Constance, marié à Emildis, fille d'Étienne, vicomte de Gévaudan, et d'Anne. - 1008-1014 : Rotboald II († 1014), fils du précédent, marié à Ermengarde. - 1014-1037 : Guillaume III († 1037), fils du précédent, marié à Lucia. - 1037-1063 : Emma, sœur du précédent, mariée à Guillaume III Taillefer (952 † 1037), comte de Toulouse. |  | - 968-993 : Guillaume Ier le Libérateur (v. 953 † 993), marquis de Provence, fils cadet de Boson II, marié en premières noces (en 968, ou 970) à Arsinde de Comminges, marié en secondes noces vers 984 à Adélaïde d'Anjou. - 993-1018 : Guillaume II (v. 986 † 1018), fils du précédent, marié en 1002 avec Gerberge de Bourgogne. À sa mort, partage entre ses fils : - 1018-avant 1030 : Guillaume IV, mort sans postérité. - 1018-1051 : Foulques Bertrand († 1051) dit aussi Bertrand Ier, marié à Hildegarde, père de : - 1051-1063/7 : Guillaume V Bertrand, comte de Provence, ancêtre des comtes de Forcalquier. - 1051-1065 : Geoffroi II, comte de Provence. - 1018-1063 : Geoffroi Ier (v. 1013 † 1063), marié avec Étiennette-Douce de Marseille, père de : - 1063-1093 : Bertrand II († 1093), marquis de Provence, fils du précédent, marié avec Mathilde. |
| |  | - 968-993 : Guillaume Ier le Libérateur (v. 953 † 993), marquis de Provence, fils cadet de Boson II, marié en premières noces (en 968, ou 970) à Arsinde de Comminges, marié en secondes noces vers 984 à Adélaïde d'Anjou. - 993-1018 : Guillaume II (v. 986 † 1018), fils du précédent, marié en 1002 avec Gerberge de Bourgogne. À sa mort, partage entre ses fils : - 1018-avant 1030 : Guillaume IV, mort sans postérité. - 1018-1051 : Foulques Bertrand († 1051) dit aussi Bertrand Ier, marié à Hildegarde, père de : - 1051-1063/7 : Guillaume V Bertrand, comte de Provence, ancêtre des comtes de Forcalquier. - 1051-1065 : Geoffroi II, comte de Provence. - 1018-1063 : Geoffroi Ier (v. 1013 † 1063), marié avec Étiennette-Douce de Marseille, père de : - 1063-1093 : Bertrand II († 1093), marquis de Provence, fils du précédent, marié avec Mathilde. |

### Maison de Bourbon
- 1755-1789[42] : Louis-Stanislas-Xavier de France. 
Le prince reçoit en apanage le comté de Provence dès sa naissance par son grand-père Louis XV. Sous le règne de son frère Louis XVI, le comte de Provence est appelé « Monsieur », mais il est mieux connu sous son nom de règne de Louis XVIII qu’il prend officiellement de 1814 à 1824.

## Généalogie
|                               |                               |                               |                               |                               |                               |                              |                              |                                             |                                             |                                             |                                             |                                             |                                             |                                            |                                            |                                                       |                                                       |                                                       |                                                       |                                                       |                                                       |                                            |                                            |                                         |                                         |                                  |                                  |                                  |                                  | Lothaire Ier Empereur                        |                                              |                                              |                                              |                                              |                                              |                                                      |                                                      |                                                      |                                                      |                                                      |                                                      |                                   |                                   |                                          |                                          |                                          |                                          |                                           |                                           |                                           |                                           |                                                     |                                               |                                               |                                               |                                                                      |                                                                      |                                                                      |                                                                      |                                                                      |                                                                      |                                                  |                                                  |                                                  |                                                  |                                         |                                         |                                         |                                         |                                     |                                     |                                     |                                     |  |  |  |  |  |  |  |  |  |  |  |  |  |  |  |  |  |  |  |  |  |  |  |  |  |  |  |  |  |  |  |  |  |  |  |  |
|                               |                               |                               |                               |                               |                               |                              |                              |                                             |                                             |                                             |                                             |                                             |                                             |                                            |                                            |                                                       |                                                       |                                                       |                                                       |                                                       |                                                       |                                            |                                            |                                         |                                         |                                  |                                  |                                  |                                  |                                              |                                              |                                              |                                              |                                              |                                              |                                                      |                                                      |                                                      |                                                      |                                                      |                                                      |                                   |                                   |                                          |                                          |                                          |                                          |                                           |                                           |                                           |                                           |                                                     |                                               |                                               |                                               |                                                                      |                                                                      |                                                                      |                                                                      |                                                                      |                                                                      |                                                  |                                                  |                                                  |                                                  |                                         |                                         |                                         |                                         |                                     |                                     |                                     |                                     |  |  |  |  |  |  |  |  |  |  |  |  |  |  |  |  |  |  |  |  |  |  |  |  |  |  |  |  |  |  |  |  |  |  |  |  |
|                               |                               |                               |                               |                               |                               |                              |                              |                                             |                                             |                                             |                                             |                                             |                                             |                                            |                                            |                                                       |                                                       |                                                       |                                                       |                                                       |                                                       |                                            |                                            |                                         |                                         |                                  |                                  |                                  |                                  |                                              |                                              |                                              |                                              |                                              |                                              |                                                      |                                                      |                                                      |                                                      |                                                      |                                                      |                                   |                                   |                                          |                                          |                                          |                                          |                                           |                                           |                                           |                                           |                                                     |                                               |                                               |                                               |                                                                      |                                                                      |                                                                      |                                                                      |                                                                      |                                                                      |                                                  |                                                  |                                                  |                                                  |                                         |                                         |                                         |                                         |                                     |                                     |                                     |                                     |  |  |  |  |  |  |  |  |  |  |  |  |  |  |  |  |  |  |  |  |  |  |  |  |  |  |  |  |  |  |  |  |  |  |  |  |
|                               |                               |                               |                               |                               |                               |                              |                              |                                             |                                             |                                             |                                             |                                             |                                             |                                            |                                            |                                                       |                                                       |                                                       |                                                       | Louis II le Jeune Empereur Roi d'Italie               | Louis II le Jeune Empereur Roi d'Italie               | Louis II le Jeune Empereur Roi d'Italie    | Louis II le Jeune Empereur Roi d'Italie    | Louis II le Jeune Empereur Roi d'Italie | Louis II le Jeune Empereur Roi d'Italie |                                  |                                  |                                  |                                  |                                              |                                              |                                              |                                              |                                              |                                              |                                                      |                                                      |                                                      |                                                      |                                                      |                                                      |                                   |                                   | Lothaire II Roi de Lotharingie           | Lothaire II Roi de Lotharingie           | Lothaire II Roi de Lotharingie           | Lothaire II Roi de Lotharingie           | Lothaire II Roi de Lotharingie            | Lothaire II Roi de Lotharingie            |                                           |                                           |                                                     |                                               |                                               |                                               |                                                                      |                                                                      |                                                                      |                                                                      |                                                                      |                                                                      |                                                  |                                                  |                                                  |                                                  |                                         |                                         |                                         |                                         |                                     |                                     |                                     |                                     |  |  |  |  |  |  |  |  |  |  |  |  |  |  |  |  |  |  |  |  |  |  |  |  |  |  |  |  |  |  |  |  |  |  |  |  |
|                               |                               |                               |                               |                               |                               |                              |                              |                                             |                                             |                                             |                                             |                                             |                                             |                                            |                                            |                                                       |                                                       |                                                       |                                                       | Louis II le Jeune Empereur Roi d'Italie               | Louis II le Jeune Empereur Roi d'Italie               | Louis II le Jeune Empereur Roi d'Italie    | Louis II le Jeune Empereur Roi d'Italie    | Louis II le Jeune Empereur Roi d'Italie | Louis II le Jeune Empereur Roi d'Italie |                                  |                                  |                                  |                                  |                                              |                                              |                                              |                                              |                                              |                                              |                                                      |                                                      |                                                      |                                                      |                                                      |                                                      |                                   |                                   | Lothaire II Roi de Lotharingie           | Lothaire II Roi de Lotharingie           | Lothaire II Roi de Lotharingie           | Lothaire II Roi de Lotharingie           | Lothaire II Roi de Lotharingie            | Lothaire II Roi de Lotharingie            |                                           |                                           |                                                     |                                               |                                               |                                               |                                                                      |                                                                      |                                                                      |                                                                      |                                                                      |                                                                      |                                                  |                                                  |                                                  |                                                  |                                         |                                         |                                         |                                         |                                     |                                     |                                     |                                     |  |  |  |  |  |  |  |  |  |  |  |  |  |  |  |  |  |  |  |  |  |  |  |  |  |  |  |  |  |  |  |  |  |  |  |  |
|                               |                               |                               |                               |                               |                               |                              |                              |                                             |                                             |                                             |                                             |                                             |                                             |                                            |                                            |                                                       |                                                       |                                                       |                                                       | Ermengarde                                            | Ermengarde                                            | Ermengarde                                 | Ermengarde                                 | Ermengarde                              | Ermengarde                              |                                  |                                  | Boson Roi en Provence            | Boson Roi en Provence            | Boson Roi en Provence                        | Boson Roi en Provence                        | Boson Roi en Provence                        | Boson Roi en Provence                        |                                              |                                              |                                                      |                                                      |                                                      |                                                      |                                                      |                                                      |                                   |                                   | Berthe x Théobald Cte d'Arles            | Berthe x Théobald Cte d'Arles            | Berthe x Théobald Cte d'Arles            | Berthe x Théobald Cte d'Arles            | Berthe x Théobald Cte d'Arles             | Berthe x Théobald Cte d'Arles             |                                           |                                           |                                                     |                                               |                                               |                                               |                                                                      |                                                                      |                                                                      |                                                                      |                                                                      |                                                                      |                                                  |                                                  |                                                  |                                                  |                                         |                                         |                                         |                                         |                                     |                                     |                                     |                                     |  |  |  |  |  |  |  |  |  |  |  |  |  |  |  |  |  |  |  |  |  |  |  |  |  |  |  |  |  |  |  |  |  |  |  |  |
|                               |                               |                               |                               |                               |                               |                              |                              |                                             |                                             |                                             |                                             |                                             |                                             |                                            |                                            |                                                       |                                                       |                                                       |                                                       | Ermengarde                                            | Ermengarde                                            | Ermengarde                                 | Ermengarde                                 | Ermengarde                              | Ermengarde                              |                                  |                                  | Boson Roi en Provence            | Boson Roi en Provence            | Boson Roi en Provence                        | Boson Roi en Provence                        | Boson Roi en Provence                        | Boson Roi en Provence                        |                                              |                                              |                                                      |                                                      |                                                      |                                                      |                                                      |                                                      |                                   |                                   | Berthe x Théobald Cte d'Arles            | Berthe x Théobald Cte d'Arles            | Berthe x Théobald Cte d'Arles            | Berthe x Théobald Cte d'Arles            | Berthe x Théobald Cte d'Arles             | Berthe x Théobald Cte d'Arles             |                                           |                                           |                                                     |                                               |                                               |                                               |                                                                      |                                                                      |                                                                      |                                                                      |                                                                      |                                                                      |                                                  |                                                  |                                                  |                                                  |                                         |                                         |                                         |                                         |                                     |                                     |                                     |                                     |  |  |  |  |  |  |  |  |  |  |  |  |  |  |  |  |  |  |  |  |  |  |  |  |  |  |  |  |  |  |  |  |  |  |  |  |
|                               |                               |                               |                               |                               |                               |                              |                              |                                             |                                             |                                             |                                             |                                             |                                             |                                            |                                            |                                                       |                                                       |                                                       |                                                       |                                                       |                                                       |                                            |                                            |                                         |                                         |                                  |                                  |                                  |                                  |                                              |                                              |                                              |                                              |                                              |                                              |                                                      |                                                      |                                                      |                                                      |                                                      |                                                      |                                   |                                   |                                          |                                          |                                          |                                          |                                           |                                           |                                           |                                           |                                                     |                                               |                                               |                                               |                                                                      |                                                                      |                                                                      |                                                                      |                                                                      |                                                                      |                                                  |                                                  |                                                  |                                                  |                                         |                                         |                                         |                                         |                                     |                                     |                                     |                                     |  |  |  |  |  |  |  |  |  |  |  |  |  |  |  |  |  |  |  |  |  |  |  |  |  |  |  |  |  |  |  |  |  |  |  |  |
|                               |                               |                               |                               |                               |                               |                              |                              |                                             |                                             |                                             |                                             |                                             |                                             |                                            |                                            |                                                       |                                                       |                                                       |                                                       |                                                       |                                                       |                                            |                                            |                                         |                                         |                                  |                                  |                                  |                                  |                                              |                                              |                                              |                                              |                                              |                                              |                                                      |                                                      |                                                      |                                                      |                                                      |                                                      |                                   |                                   |                                          |                                          |                                          |                                          |                                           |                                           |                                           |                                           |                                                     |                                               |                                               |                                               |                                                                      |                                                                      |                                                                      |                                                                      |                                                                      |                                                                      |                                                  |                                                  |                                                  |                                                  |                                         |                                         |                                         |                                         |                                     |                                     |                                     |                                     |  |  |  |  |  |  |  |  |  |  |  |  |  |  |  |  |  |  |  |  |  |  |  |  |  |  |  |  |  |  |  |  |  |  |  |  |
|                               |                               |                               |                               |                               |                               |                              |                              |                                             |                                             |                                             |                                             |                                             |                                             |                                            |                                            |                                                       |                                                       | Engelberge x Guillaume Ier Duc d'Aquitaine            | Engelberge x Guillaume Ier Duc d'Aquitaine            | Engelberge x Guillaume Ier Duc d'Aquitaine            | Engelberge x Guillaume Ier Duc d'Aquitaine            | Engelberge x Guillaume Ier Duc d'Aquitaine | Engelberge x Guillaume Ier Duc d'Aquitaine |                                         |                                         |                                  |                                  |                                  |                                  | Louis III l'Aveugle Roi en Provence Empereur | Louis III l'Aveugle Roi en Provence Empereur | Louis III l'Aveugle Roi en Provence Empereur | Louis III l'Aveugle Roi en Provence Empereur | Louis III l'Aveugle Roi en Provence Empereur | Louis III l'Aveugle Roi en Provence Empereur |                                                      |                                                      |                                                      |                                                      | Hugues Cte d'Arles Roi d'Italie                      | Hugues Cte d'Arles Roi d'Italie                      | Hugues Cte d'Arles Roi d'Italie   | Hugues Cte d'Arles Roi d'Italie   | Hugues Cte d'Arles Roi d'Italie          | Hugues Cte d'Arles Roi d'Italie          |                                          |                                          | Boson Ier Cte d'Arles                     | Boson Ier Cte d'Arles                     | Boson Ier Cte d'Arles                     | Boson Ier Cte d'Arles                     | Boson Ier Cte d'Arles                               | Boson Ier Cte d'Arles                         |                                               |                                               |                                                                      |                                                                      |                                                                      |                                                                      |                                                                      |                                                                      |                                                  |                                                  |                                                  |                                                  |                                         |                                         |                                         |                                         |                                     |                                     |                                     |                                     |  |  |  |  |  |  |  |  |  |  |  |  |  |  |  |  |  |  |  |  |  |  |  |  |  |  |  |  |  |  |  |  |  |  |  |  |
|                               |                               |                               |                               |                               |                               |                              |                              |                                             |                                             |                                             |                                             |                                             |                                             |                                            |                                            |                                                       |                                                       | Engelberge x Guillaume Ier Duc d'Aquitaine            | Engelberge x Guillaume Ier Duc d'Aquitaine            | Engelberge x Guillaume Ier Duc d'Aquitaine            | Engelberge x Guillaume Ier Duc d'Aquitaine            | Engelberge x Guillaume Ier Duc d'Aquitaine | Engelberge x Guillaume Ier Duc d'Aquitaine |                                         |                                         |                                  |                                  |                                  |                                  | Louis III l'Aveugle Roi en Provence Empereur | Louis III l'Aveugle Roi en Provence Empereur | Louis III l'Aveugle Roi en Provence Empereur | Louis III l'Aveugle Roi en Provence Empereur | Louis III l'Aveugle Roi en Provence Empereur | Louis III l'Aveugle Roi en Provence Empereur |                                                      |                                                      |                                                      |                                                      | Hugues Cte d'Arles Roi d'Italie                      | Hugues Cte d'Arles Roi d'Italie                      | Hugues Cte d'Arles Roi d'Italie   | Hugues Cte d'Arles Roi d'Italie   | Hugues Cte d'Arles Roi d'Italie          | Hugues Cte d'Arles Roi d'Italie          |                                          |                                          | Boson Ier Cte d'Arles                     | Boson Ier Cte d'Arles                     | Boson Ier Cte d'Arles                     | Boson Ier Cte d'Arles                     | Boson Ier Cte d'Arles                               | Boson Ier Cte d'Arles                         |                                               |                                               |                                                                      |                                                                      |                                                                      |                                                                      |                                                                      |                                                                      |                                                  |                                                  |                                                  |                                                  |                                         |                                         |                                         |                                         |                                     |                                     |                                     |                                     |  |  |  |  |  |  |  |  |  |  |  |  |  |  |  |  |  |  |  |  |  |  |  |  |  |  |  |  |  |  |  |  |  |  |  |  |
|                               |                               |                               |                               |                               |                               | Rotboald Noble maconnais     | Rotboald Noble maconnais     | Rotboald Noble maconnais                    | Rotboald Noble maconnais                    | Rotboald Noble maconnais                    | Rotboald Noble maconnais                    |                                             |                                             |                                            |                                            |                                                       |                                                       | Ne                                                    | Ne                                                    | Ne                                                    | Ne                                                    | Ne                                         | Ne                                         |                                         |                                         |                                  |                                  |                                  |                                  | Charles-Constantin Cte de Vienne             | Charles-Constantin Cte de Vienne             | Charles-Constantin Cte de Vienne             | Charles-Constantin Cte de Vienne             | Charles-Constantin Cte de Vienne             | Charles-Constantin Cte de Vienne             |                                                      |                                                      |                                                      |                                                      |                                                      |                                                      |                                   |                                   |                                          |                                          |                                          |                                          |                                           |                                           |                                           |                                           |                                                     |                                               |                                               |                                               |                                                                      |                                                                      |                                                                      |                                                                      |                                                                      |                                                                      |                                                  |                                                  |                                                  |                                                  |                                         |                                         |                                         |                                         |                                     |                                     |                                     |                                     |  |  |  |  |  |  |  |  |  |  |  |  |  |  |  |  |  |  |  |  |  |  |  |  |  |  |  |  |  |  |  |  |  |  |  |  |
|                               |                               |                               |                               |                               |                               | Rotboald Noble maconnais     | Rotboald Noble maconnais     | Rotboald Noble maconnais                    | Rotboald Noble maconnais                    | Rotboald Noble maconnais                    | Rotboald Noble maconnais                    |                                             |                                             |                                            |                                            |                                                       |                                                       | Ne                                                    | Ne                                                    | Ne                                                    | Ne                                                    | Ne                                         | Ne                                         |                                         |                                         |                                  |                                  |                                  |                                  | Charles-Constantin Cte de Vienne             | Charles-Constantin Cte de Vienne             | Charles-Constantin Cte de Vienne             | Charles-Constantin Cte de Vienne             | Charles-Constantin Cte de Vienne             | Charles-Constantin Cte de Vienne             |                                                      |                                                      |                                                      |                                                      |                                                      |                                                      |                                   |                                   |                                          |                                          |                                          |                                          |                                           |                                           |                                           |                                           |                                                     |                                               |                                               |                                               |                                                                      |                                                                      |                                                                      |                                                                      |                                                                      |                                                                      |                                                  |                                                  |                                                  |                                                  |                                         |                                         |                                         |                                         |                                     |                                     |                                     |                                     |  |  |  |  |  |  |  |  |  |  |  |  |  |  |  |  |  |  |  |  |  |  |  |  |  |  |  |  |  |  |  |  |  |  |  |  |
|                               |                               |                               |                               |                               |                               |                              |                              |                                             |                                             |                                             |                                             |                                             |                                             |                                            |                                            |                                                       |                                                       |                                                       |                                                       |                                                       |                                                       |                                            |                                            |                                         |                                         |                                  |                                  |                                  |                                  |                                              |                                              |                                              |                                              |                                              |                                              |                                                      |                                                      |                                                      |                                                      |                                                      |                                                      |                                   |                                   |                                          |                                          |                                          |                                          |                                           |                                           |                                           |                                           |                                                     |                                               |                                               |                                               |                                                                      |                                                                      |                                                                      |                                                                      |                                                                      |                                                                      |                                                  |                                                  |                                                  |                                                  |                                         |                                         |                                         |                                         |                                     |                                     |                                     |                                     |  |  |  |  |  |  |  |  |  |  |  |  |  |  |  |  |  |  |  |  |  |  |  |  |  |  |  |  |  |  |  |  |  |  |  |  |
|                               |                               |                               |                               |                               |                               |                              |                              |                                             |                                             |                                             |                                             | Boson II Cte d'Arles                        | Boson II Cte d'Arles                        | Boson II Cte d'Arles                       | Boson II Cte d'Arles                       | Boson II Cte d'Arles                                  | Boson II Cte d'Arles                                  |                                                       |                                                       |                                                       |                                                       |                                            |                                            |                                         |                                         |                                  |                                  |                                  |                                  | Constance                                    | Constance                                    | Constance                                    | Constance                                    | Constance                                    | Constance                                    |                                                      |                                                      |                                                      |                                                      |                                                      |                                                      |                                   |                                   |                                          |                                          |                                          |                                          |                                           |                                           |                                           |                                           |                                                     |                                               |                                               |                                               |                                                                      |                                                                      |                                                                      |                                                                      |                                                                      |                                                                      |                                                  |                                                  |                                                  |                                                  |                                         |                                         |                                         |                                         |                                     |                                     |                                     |                                     |  |  |  |  |  |  |  |  |  |  |  |  |  |  |  |  |  |  |  |  |  |  |  |  |  |  |  |  |  |  |  |  |  |  |  |  |
|                               |                               |                               |                               |                               |                               |                              |                              |                                             |                                             |                                             |                                             | Boson II Cte d'Arles                        | Boson II Cte d'Arles                        | Boson II Cte d'Arles                       | Boson II Cte d'Arles                       | Boson II Cte d'Arles                                  | Boson II Cte d'Arles                                  |                                                       |                                                       |                                                       |                                                       |                                            |                                            |                                         |                                         |                                  |                                  |                                  |                                  | Constance                                    | Constance                                    | Constance                                    | Constance                                    | Constance                                    | Constance                                    |                                                      |                                                      |                                                      |                                                      |                                                      |                                                      |                                   |                                   |                                          |                                          |                                          |                                          |                                           |                                           |                                           |                                           |                                                     |                                               |                                               |                                               |                                                                      |                                                                      |                                                                      |                                                                      |                                                                      |                                                                      |                                                  |                                                  |                                                  |                                                  |                                         |                                         |                                         |                                         |                                     |                                     |                                     |                                     |  |  |  |  |  |  |  |  |  |  |  |  |  |  |  |  |  |  |  |  |  |  |  |  |  |  |  |  |  |  |  |  |  |  |  |  |
|                               |                               |                               |                               |                               |                               |                              |                              |                                             |                                             |                                             |                                             |                                             |                                             |                                            |                                            |                                                       |                                                       |                                                       |                                                       |                                                       |                                                       |                                            |                                            |                                         |                                         |                                  |                                  |                                  |                                  |                                              |                                              |                                              |                                              |                                              |                                              |                                                      |                                                      |                                                      |                                                      |                                                      |                                                      |                                   |                                   |                                          |                                          |                                          |                                          |                                           |                                           |                                           |                                           |                                                     |                                               |                                               |                                               |                                                                      |                                                                      |                                                                      |                                                                      |                                                                      |                                                                      |                                                  |                                                  |                                                  |                                                  |                                         |                                         |                                         |                                         |                                     |                                     |                                     |                                     |  |  |  |  |  |  |  |  |  |  |  |  |  |  |  |  |  |  |  |  |  |  |  |  |  |  |  |  |  |  |  |  |  |  |  |  |
|                               |                               |                               |                               |                               |                               |                              |                              |                                             |                                             |                                             |                                             |                                             |                                             |                                            |                                            |                                                       |                                                       |                                                       |                                                       |                                                       |                                                       |                                            |                                            |                                         |                                         |                                  |                                  |                                  |                                  |                                              |                                              |                                              |                                              |                                              |                                              |                                                      |                                                      |                                                      |                                                      |                                                      |                                                      |                                   |                                   |                                          |                                          |                                          |                                          |                                           |                                           |                                           |                                           |                                                     |                                               |                                               |                                               |                                                                      |                                                                      |                                                                      |                                                                      |                                                                      |                                                                      |                                                  |                                                  |                                                  |                                                  |                                         |                                         |                                         |                                         |                                     |                                     |                                     |                                     |  |  |  |  |  |  |  |  |  |  |  |  |  |  |  |  |  |  |  |  |  |  |  |  |  |  |  |  |  |  |  |  |  |  |  |  |
|                               |                               |                               |                               | Rotboald Ier Cte de Provence  | Rotboald Ier Cte de Provence  | Rotboald Ier Cte de Provence | Rotboald Ier Cte de Provence | Rotboald Ier Cte de Provence                | Rotboald Ier Cte de Provence                |                                             |                                             |                                             |                                             |                                            |                                            |                                                       |                                                       |                                                       |                                                       |                                                       |                                                       |                                            |                                            |                                         |                                         |                                  |                                  |                                  |                                  |                                              |                                              |                                              |                                              |                                              |                                              |                                                      |                                                      | Guillaume Ier Cte de Provence                        | Guillaume Ier Cte de Provence                        | Guillaume Ier Cte de Provence                        | Guillaume Ier Cte de Provence                        | Guillaume Ier Cte de Provence     | Guillaume Ier Cte de Provence     |                                          |                                          |                                          |                                          |                                           |                                           |                                           |                                           |                                                     |                                               |                                               |                                               |                                                                      |                                                                      |                                                                      |                                                                      |                                                                      |                                                                      |                                                  |                                                  |                                                  |                                                  |                                         |                                         |                                         |                                         |                                     |                                     |                                     |                                     |  |  |  |  |  |  |  |  |  |  |  |  |  |  |  |  |  |  |  |  |  |  |  |  |  |  |  |  |  |  |  |  |  |  |  |  |
|                               |                               |                               |                               | Rotboald Ier Cte de Provence  | Rotboald Ier Cte de Provence  | Rotboald Ier Cte de Provence | Rotboald Ier Cte de Provence | Rotboald Ier Cte de Provence                | Rotboald Ier Cte de Provence                |                                             |                                             |                                             |                                             |                                            |                                            |                                                       |                                                       |                                                       |                                                       |                                                       |                                                       |                                            |                                            |                                         |                                         |                                  |                                  |                                  |                                  |                                              |                                              |                                              |                                              |                                              |                                              |                                                      |                                                      | Guillaume Ier Cte de Provence                        | Guillaume Ier Cte de Provence                        | Guillaume Ier Cte de Provence                        | Guillaume Ier Cte de Provence                        | Guillaume Ier Cte de Provence     | Guillaume Ier Cte de Provence     |                                          |                                          |                                          |                                          |                                           |                                           |                                           |                                           |                                                     |                                               |                                               |                                               |                                                                      |                                                                      |                                                                      |                                                                      |                                                                      |                                                                      |                                                  |                                                  |                                                  |                                                  |                                         |                                         |                                         |                                         |                                     |                                     |                                     |                                     |  |  |  |  |  |  |  |  |  |  |  |  |  |  |  |  |  |  |  |  |  |  |  |  |  |  |  |  |  |  |  |  |  |  |  |  |
|                               |                               |                               |                               | Rotboald II Cte de Provence   | Rotboald II Cte de Provence   | Rotboald II Cte de Provence  | Rotboald II Cte de Provence  | Rotboald II Cte de Provence                 | Rotboald II Cte de Provence                 |                                             |                                             |                                             |                                             |                                            |                                            |                                                       |                                                       |                                                       |                                                       |                                                       |                                                       |                                            |                                            |                                         |                                         |                                  |                                  |                                  |                                  |                                              |                                              |                                              |                                              |                                              |                                              |                                                      |                                                      | Guillaume II Cte de Provence                         | Guillaume II Cte de Provence                         | Guillaume II Cte de Provence                         | Guillaume II Cte de Provence                         | Guillaume II Cte de Provence      | Guillaume II Cte de Provence      |                                          |                                          |                                          |                                          |                                           |                                           |                                           |                                           |                                                     |                                               |                                               |                                               |                                                                      |                                                                      |                                                                      |                                                                      |                                                                      |                                                                      |                                                  |                                                  |                                                  |                                                  |                                         |                                         |                                         |                                         |                                     |                                     |                                     |                                     |  |  |  |  |  |  |  |  |  |  |  |  |  |  |  |  |  |  |  |  |  |  |  |  |  |  |  |  |  |  |  |  |  |  |  |  |
|                               |                               |                               |                               | Rotboald II Cte de Provence   | Rotboald II Cte de Provence   | Rotboald II Cte de Provence  | Rotboald II Cte de Provence  | Rotboald II Cte de Provence                 | Rotboald II Cte de Provence                 |                                             |                                             |                                             |                                             |                                            |                                            |                                                       |                                                       |                                                       |                                                       |                                                       |                                                       |                                            |                                            |                                         |                                         |                                  |                                  |                                  |                                  |                                              |                                              |                                              |                                              |                                              |                                              |                                                      |                                                      | Guillaume II Cte de Provence                         | Guillaume II Cte de Provence                         | Guillaume II Cte de Provence                         | Guillaume II Cte de Provence                         | Guillaume II Cte de Provence      | Guillaume II Cte de Provence      |                                          |                                          |                                          |                                          |                                           |                                           |                                           |                                           |                                                     |                                               |                                               |                                               |                                                                      |                                                                      |                                                                      |                                                                      |                                                                      |                                                                      |                                                  |                                                  |                                                  |                                                  |                                         |                                         |                                         |                                         |                                     |                                     |                                     |                                     |  |  |  |  |  |  |  |  |  |  |  |  |  |  |  |  |  |  |  |  |  |  |  |  |  |  |  |  |  |  |  |  |  |  |  |  |
|                               |                               |                               |                               |                               |                               |                              |                              |                                             |                                             |                                             |                                             |                                             |                                             |                                            |                                            |                                                       |                                                       |                                                       |                                                       |                                                       |                                                       |                                            |                                            |                                         |                                         |                                  |                                  |                                  |                                  |                                              |                                              |                                              |                                              |                                              |                                              |                                                      |                                                      |                                                      |                                                      |                                                      |                                                      |                                   |                                   |                                          |                                          |                                          |                                          |                                           |                                           |                                           |                                           |                                                     |                                               |                                               |                                               |                                                                      |                                                                      |                                                                      |                                                                      |                                                                      |                                                                      |                                                  |                                                  |                                                  |                                                  |                                         |                                         |                                         |                                         |                                     |                                     |                                     |                                     |  |  |  |  |  |  |  |  |  |  |  |  |  |  |  |  |  |  |  |  |  |  |  |  |  |  |  |  |  |  |  |  |  |  |  |  |
| Guillaume III Cte de Provence | Guillaume III Cte de Provence | Guillaume III Cte de Provence | Guillaume III Cte de Provence | Guillaume III Cte de Provence | Guillaume III Cte de Provence |                              |                              | Emma x Guillaume III Cte de Toulouse        | Emma x Guillaume III Cte de Toulouse        | Emma x Guillaume III Cte de Toulouse        | Emma x Guillaume III Cte de Toulouse        | Emma x Guillaume III Cte de Toulouse        | Emma x Guillaume III Cte de Toulouse        |                                            |                                            |                                                       |                                                       |                                                       |                                                       |                                                       |                                                       |                                            |                                            |                                         |                                         |                                  |                                  | Guillaume IV Cte de Provence     | Guillaume IV Cte de Provence     | Guillaume IV Cte de Provence                 | Guillaume IV Cte de Provence                 | Guillaume IV Cte de Provence                 | Guillaume IV Cte de Provence                 |                                              |                                              |                                                      |                                                      |                                                      |                                                      | Foulques Bertrand Cte de Provence                    | Foulques Bertrand Cte de Provence                    | Foulques Bertrand Cte de Provence | Foulques Bertrand Cte de Provence | Foulques Bertrand Cte de Provence        | Foulques Bertrand Cte de Provence        |                                          |                                          |                                           |                                           |                                           |                                           | Geoffroi Ier Cte de Provence                        | Geoffroi Ier Cte de Provence                  | Geoffroi Ier Cte de Provence                  | Geoffroi Ier Cte de Provence                  | Geoffroi Ier Cte de Provence                                         | Geoffroi Ier Cte de Provence                                         |                                                                      |                                                                      |                                                                      |                                                                      |                                                  |                                                  |                                                  |                                                  |                                         |                                         |                                         |                                         |                                     |                                     |                                     |                                     |  |  |  |  |  |  |  |  |  |  |  |  |  |  |  |  |  |  |  |  |  |  |  |  |  |  |  |  |  |  |  |  |  |  |  |  |
| Guillaume III Cte de Provence | Guillaume III Cte de Provence | Guillaume III Cte de Provence | Guillaume III Cte de Provence | Guillaume III Cte de Provence | Guillaume III Cte de Provence |                              |                              | Emma x Guillaume III Cte de Toulouse        | Emma x Guillaume III Cte de Toulouse        | Emma x Guillaume III Cte de Toulouse        | Emma x Guillaume III Cte de Toulouse        | Emma x Guillaume III Cte de Toulouse        | Emma x Guillaume III Cte de Toulouse        |                                            |                                            |                                                       |                                                       |                                                       |                                                       |                                                       |                                                       |                                            |                                            |                                         |                                         |                                  |                                  | Guillaume IV Cte de Provence     | Guillaume IV Cte de Provence     | Guillaume IV Cte de Provence                 | Guillaume IV Cte de Provence                 | Guillaume IV Cte de Provence                 | Guillaume IV Cte de Provence                 |                                              |                                              |                                                      |                                                      |                                                      |                                                      | Foulques Bertrand Cte de Provence                    | Foulques Bertrand Cte de Provence                    | Foulques Bertrand Cte de Provence | Foulques Bertrand Cte de Provence | Foulques Bertrand Cte de Provence        | Foulques Bertrand Cte de Provence        |                                          |                                          |                                           |                                           |                                           |                                           | Geoffroi Ier Cte de Provence                        | Geoffroi Ier Cte de Provence                  | Geoffroi Ier Cte de Provence                  | Geoffroi Ier Cte de Provence                  | Geoffroi Ier Cte de Provence                                         | Geoffroi Ier Cte de Provence                                         |                                                                      |                                                                      |                                                                      |                                                                      |                                                  |                                                  |                                                  |                                                  |                                         |                                         |                                         |                                         |                                     |                                     |                                     |                                     |  |  |  |  |  |  |  |  |  |  |  |  |  |  |  |  |  |  |  |  |  |  |  |  |  |  |  |  |  |  |  |  |  |  |  |  |
|                               |                               |                               |                               |                               |                               |                              |                              |                                             |                                             |                                             |                                             |                                             |                                             |                                            |                                            |                                                       |                                                       |                                                       |                                                       |                                                       |                                                       |                                            |                                            |                                         |                                         |                                  |                                  |                                  |                                  |                                              |                                              |                                              |                                              |                                              |                                              |                                                      |                                                      |                                                      |                                                      |                                                      |                                                      |                                   |                                   |                                          |                                          |                                          |                                          |                                           |                                           |                                           |                                           |                                                     |                                               |                                               |                                               |                                                                      |                                                                      |                                                                      |                                                                      |                                                                      |                                                                      |                                                  |                                                  |                                                  |                                                  |                                         |                                         |                                         |                                         |                                     |                                     |                                     |                                     |  |  |  |  |  |  |  |  |  |  |  |  |  |  |  |  |  |  |  |  |  |  |  |  |  |  |  |  |  |  |  |  |  |  |  |  |
|                               |                               |                               |                               |                               |                               |                              |                              |                                             |                                             |                                             |                                             |                                             |                                             |                                            |                                            |                                                       |                                                       |                                                       |                                                       |                                                       |                                                       |                                            |                                            |                                         |                                         |                                  |                                  |                                  |                                  |                                              |                                              |                                              |                                              |                                              |                                              | Guillaume V Bertrand Cte de Provence                 | Guillaume V Bertrand Cte de Provence                 | Guillaume V Bertrand Cte de Provence                 | Guillaume V Bertrand Cte de Provence                 | Guillaume V Bertrand Cte de Provence                 | Guillaume V Bertrand Cte de Provence                 |                                   |                                   | Geoffroi II Cte de Provence              | Geoffroi II Cte de Provence              | Geoffroi II Cte de Provence              | Geoffroi II Cte de Provence              | Geoffroi II Cte de Provence               | Geoffroi II Cte de Provence               |                                           |                                           |                                                     |                                               |                                               |                                               |                                                                      |                                                                      |                                                                      |                                                                      |                                                                      |                                                                      |                                                  |                                                  |                                                  |                                                  |                                         |                                         |                                         |                                         |                                     |                                     |                                     |                                     |  |  |  |  |  |  |  |  |  |  |  |  |  |  |  |  |  |  |  |  |  |  |  |  |  |  |  |  |  |  |  |  |  |  |  |  |
|                               |                               |                               |                               |                               |                               |                              |                              |                                             |                                             |                                             |                                             |                                             |                                             |                                            |                                            |                                                       |                                                       |                                                       |                                                       |                                                       |                                                       |                                            |                                            |                                         |                                         |                                  |                                  |                                  |                                  |                                              |                                              |                                              |                                              |                                              |                                              | Guillaume V Bertrand Cte de Provence                 | Guillaume V Bertrand Cte de Provence                 | Guillaume V Bertrand Cte de Provence                 | Guillaume V Bertrand Cte de Provence                 | Guillaume V Bertrand Cte de Provence                 | Guillaume V Bertrand Cte de Provence                 |                                   |                                   | Geoffroi II Cte de Provence              | Geoffroi II Cte de Provence              | Geoffroi II Cte de Provence              | Geoffroi II Cte de Provence              | Geoffroi II Cte de Provence               | Geoffroi II Cte de Provence               |                                           |                                           |                                                     |                                               |                                               |                                               |                                                                      |                                                                      |                                                                      |                                                                      |                                                                      |                                                                      |                                                  |                                                  |                                                  |                                                  |                                         |                                         |                                         |                                         |                                     |                                     |                                     |                                     |  |  |  |  |  |  |  |  |  |  |  |  |  |  |  |  |  |  |  |  |  |  |  |  |  |  |  |  |  |  |  |  |  |  |  |  |
|                               |                               |                               |                               |                               |                               |                              |                              |                                             |                                             |                                             |                                             |                                             |                                             |                                            |                                            |                                                       |                                                       |                                                       |                                                       |                                                       |                                                       |                                            |                                            |                                         |                                         |                                  |                                  |                                  |                                  |                                              |                                              |                                              |                                              |                                              |                                              |                                                      |                                                      |                                                      |                                                      |                                                      |                                                      |                                   |                                   |                                          |                                          |                                          |                                          |                                           |                                           |                                           |                                           |                                                     |                                               |                                               |                                               |                                                                      |                                                                      |                                                                      |                                                                      |                                                                      |                                                                      |                                                  |                                                  |                                                  |                                                  |                                         |                                         |                                         |                                         |                                     |                                     |                                     |                                     |  |  |  |  |  |  |  |  |  |  |  |  |  |  |  |  |  |  |  |  |  |  |  |  |  |  |  |  |  |  |  |  |  |  |  |  |
|                               |                               |                               |                               | Bertrand Ier Cte de Provence  | Bertrand Ier Cte de Provence  | Bertrand Ier Cte de Provence | Bertrand Ier Cte de Provence | Bertrand Ier Cte de Provence                | Bertrand Ier Cte de Provence                |                                             |                                             | Pons Cte de Toulouse                        | Pons Cte de Toulouse                        | Pons Cte de Toulouse                       | Pons Cte de Toulouse                       | Pons Cte de Toulouse                                  | Pons Cte de Toulouse                                  |                                                       |                                                       |                                                       |                                                       |                                            |                                            |                                         |                                         |                                  |                                  |                                  |                                  |                                              |                                              |                                              |                                              |                                              |                                              | Adélaïde Ctesse de Forcalquier x Armengol IV d'Urgel | Adélaïde Ctesse de Forcalquier x Armengol IV d'Urgel | Adélaïde Ctesse de Forcalquier x Armengol IV d'Urgel | Adélaïde Ctesse de Forcalquier x Armengol IV d'Urgel | Adélaïde Ctesse de Forcalquier x Armengol IV d'Urgel | Adélaïde Ctesse de Forcalquier x Armengol IV d'Urgel |                                   |                                   |                                          |                                          |                                          |                                          | Bertrand II Mis de Provence               | Bertrand II Mis de Provence               | Bertrand II Mis de Provence               | Bertrand II Mis de Provence               | Bertrand II Mis de Provence                         | Bertrand II Mis de Provence                   |                                               |                                               | Gerberge Ctesse de Provence x Gilbert de Gévaudan                    | Gerberge Ctesse de Provence x Gilbert de Gévaudan                    | Gerberge Ctesse de Provence x Gilbert de Gévaudan                    | Gerberge Ctesse de Provence x Gilbert de Gévaudan                    | Gerberge Ctesse de Provence x Gilbert de Gévaudan                    | Gerberge Ctesse de Provence x Gilbert de Gévaudan                    |                                                  |                                                  |                                                  |                                                  |                                         |                                         |                                         |                                         |                                     |                                     |                                     |                                     |  |  |  |  |  |  |  |  |  |  |  |  |  |  |  |  |  |  |  |  |  |  |  |  |  |  |  |  |  |  |  |  |  |  |  |  |
|                               |                               |                               |                               | Bertrand Ier Cte de Provence  | Bertrand Ier Cte de Provence  | Bertrand Ier Cte de Provence | Bertrand Ier Cte de Provence | Bertrand Ier Cte de Provence                | Bertrand Ier Cte de Provence                |                                             |                                             | Pons Cte de Toulouse                        | Pons Cte de Toulouse                        | Pons Cte de Toulouse                       | Pons Cte de Toulouse                       | Pons Cte de Toulouse                                  | Pons Cte de Toulouse                                  |                                                       |                                                       |                                                       |                                                       |                                            |                                            |                                         |                                         |                                  |                                  |                                  |                                  |                                              |                                              |                                              |                                              |                                              |                                              | Adélaïde Ctesse de Forcalquier x Armengol IV d'Urgel | Adélaïde Ctesse de Forcalquier x Armengol IV d'Urgel | Adélaïde Ctesse de Forcalquier x Armengol IV d'Urgel | Adélaïde Ctesse de Forcalquier x Armengol IV d'Urgel | Adélaïde Ctesse de Forcalquier x Armengol IV d'Urgel | Adélaïde Ctesse de Forcalquier x Armengol IV d'Urgel |                                   |                                   |                                          |                                          |                                          |                                          | Bertrand II Mis de Provence               | Bertrand II Mis de Provence               | Bertrand II Mis de Provence               | Bertrand II Mis de Provence               | Bertrand II Mis de Provence                         | Bertrand II Mis de Provence                   |                                               |                                               | Gerberge Ctesse de Provence x Gilbert de Gévaudan                    | Gerberge Ctesse de Provence x Gilbert de Gévaudan                    | Gerberge Ctesse de Provence x Gilbert de Gévaudan                    | Gerberge Ctesse de Provence x Gilbert de Gévaudan                    | Gerberge Ctesse de Provence x Gilbert de Gévaudan                    | Gerberge Ctesse de Provence x Gilbert de Gévaudan                    |                                                  |                                                  |                                                  |                                                  |                                         |                                         |                                         |                                         |                                     |                                     |                                     |                                     |  |  |  |  |  |  |  |  |  |  |  |  |  |  |  |  |  |  |  |  |  |  |  |  |  |  |  |  |  |  |  |  |  |  |  |  |
|                               |                               |                               |                               | Ne                            | Ne                            | Ne                           | Ne                           | Ne                                          | Ne                                          |                                             |                                             | Raymond IV Cte de Toulouse Mis de Provence  | Raymond IV Cte de Toulouse Mis de Provence  | Raymond IV Cte de Toulouse Mis de Provence | Raymond IV Cte de Toulouse Mis de Provence | Raymond IV Cte de Toulouse Mis de Provence            | Raymond IV Cte de Toulouse Mis de Provence            |                                                       |                                                       | Elvire de Castille                                    | Elvire de Castille                                    | Elvire de Castille                         | Elvire de Castille                         | Elvire de Castille                      | Elvire de Castille                      |                                  |                                  |                                  |                                  |                                              |                                              |                                              |                                              |                                              |                                              | Guillaume III Cte de Forcalquier                     | Guillaume III Cte de Forcalquier                     | Guillaume III Cte de Forcalquier                     | Guillaume III Cte de Forcalquier                     | Guillaume III Cte de Forcalquier                     | Guillaume III Cte de Forcalquier                     |                                   |                                   |                                          |                                          |                                          |                                          |                                           |                                           |                                           |                                           |                                                     |                                               |                                               |                                               |                                                                      |                                                                      |                                                                      |                                                                      |                                                                      |                                                                      |                                                  |                                                  |                                                  |                                                  |                                         |                                         |                                         |                                         |                                     |                                     |                                     |                                     |  |  |  |  |  |  |  |  |  |  |  |  |  |  |  |  |  |  |  |  |  |  |  |  |  |  |  |  |  |  |  |  |  |  |  |  |
|                               |                               |                               |                               | Ne                            | Ne                            | Ne                           | Ne                           | Ne                                          | Ne                                          |                                             |                                             | Raymond IV Cte de Toulouse Mis de Provence  | Raymond IV Cte de Toulouse Mis de Provence  | Raymond IV Cte de Toulouse Mis de Provence | Raymond IV Cte de Toulouse Mis de Provence | Raymond IV Cte de Toulouse Mis de Provence            | Raymond IV Cte de Toulouse Mis de Provence            |                                                       |                                                       | Elvire de Castille                                    | Elvire de Castille                                    | Elvire de Castille                         | Elvire de Castille                         | Elvire de Castille                      | Elvire de Castille                      |                                  |                                  |                                  |                                  |                                              |                                              |                                              |                                              |                                              |                                              | Guillaume III Cte de Forcalquier                     | Guillaume III Cte de Forcalquier                     | Guillaume III Cte de Forcalquier                     | Guillaume III Cte de Forcalquier                     | Guillaume III Cte de Forcalquier                     | Guillaume III Cte de Forcalquier                     |                                   |                                   |                                          |                                          |                                          |                                          |                                           |                                           |                                           |                                           |                                                     |                                               |                                               |                                               |                                                                      |                                                                      |                                                                      |                                                                      |                                                                      |                                                                      |                                                  |                                                  |                                                  |                                                  |                                         |                                         |                                         |                                         |                                     |                                     |                                     |                                     |  |  |  |  |  |  |  |  |  |  |  |  |  |  |  |  |  |  |  |  |  |  |  |  |  |  |  |  |  |  |  |  |  |  |  |  |
|                               |                               |                               |                               |                               |                               |                              |                              |                                             |                                             |                                             |                                             |                                             |                                             |                                            |                                            |                                                       |                                                       |                                                       |                                                       |                                                       |                                                       |                                            |                                            |                                         |                                         |                                  |                                  |                                  |                                  |                                              |                                              |                                              |                                              |                                              |                                              |                                                      |                                                      |                                                      |                                                      |                                                      |                                                      |                                   |                                   |                                          |                                          |                                          |                                          |                                           |                                           |                                           |                                           |                                                     |                                               |                                               |                                               |                                                                      |                                                                      |                                                                      |                                                                      |                                                                      |                                                                      |                                                  |                                                  |                                                  |                                                  |                                         |                                         |                                         |                                         |                                     |                                     |                                     |                                     |  |  |  |  |  |  |  |  |  |  |  |  |  |  |  |  |  |  |  |  |  |  |  |  |  |  |  |  |  |  |  |  |  |  |  |  |
|                               |                               |                               |                               |                               |                               |                              |                              |                                             |                                             |                                             |                                             |                                             |                                             |                                            |                                            |                                                       |                                                       |                                                       |                                                       |                                                       |                                                       |                                            |                                            |                                         |                                         |                                  |                                  |                                  |                                  |                                              |                                              |                                              |                                              |                                              |                                              |                                                      |                                                      |                                                      |                                                      |                                                      |                                                      |                                   |                                   |                                          |                                          |                                          |                                          |                                           |                                           |                                           |                                           |                                                     |                                               |                                               |                                               |                                                                      |                                                                      |                                                                      |                                                                      |                                                                      |                                                                      |                                                  |                                                  |                                                  |                                                  |                                         |                                         |                                         |                                         |                                     |                                     |                                     |                                     |  |  |  |  |  |  |  |  |  |  |  |  |  |  |  |  |  |  |  |  |  |  |  |  |  |  |  |  |  |  |  |  |  |  |  |  |
|                               |                               |                               |                               |                               |                               |                              |                              | Bertrand III Cte de Tripoli Mis de Provence | Bertrand III Cte de Tripoli Mis de Provence | Bertrand III Cte de Tripoli Mis de Provence | Bertrand III Cte de Tripoli Mis de Provence | Bertrand III Cte de Tripoli Mis de Provence | Bertrand III Cte de Tripoli Mis de Provence |                                            |                                            | Alphonse Ier Jourdain Cte de Toulouse Mis de Provence | Alphonse Ier Jourdain Cte de Toulouse Mis de Provence | Alphonse Ier Jourdain Cte de Toulouse Mis de Provence | Alphonse Ier Jourdain Cte de Toulouse Mis de Provence | Alphonse Ier Jourdain Cte de Toulouse Mis de Provence | Alphonse Ier Jourdain Cte de Toulouse Mis de Provence |                                            |                                            |                                         |                                         |                                  |                                  |                                  |                                  |                                              |                                              | Guigues Cte de Forcalquier                   | Guigues Cte de Forcalquier                   | Guigues Cte de Forcalquier                   | Guigues Cte de Forcalquier                   | Guigues Cte de Forcalquier                           | Guigues Cte de Forcalquier                           |                                                      |                                                      | Bertrand Ier Cte de Forcalquier                      | Bertrand Ier Cte de Forcalquier                      | Bertrand Ier Cte de Forcalquier   | Bertrand Ier Cte de Forcalquier   | Bertrand Ier Cte de Forcalquier          | Bertrand Ier Cte de Forcalquier          |                                          |                                          |                                           |                                           |                                           |                                           |                                                     |                                               |                                               |                                               | Douce Ire Ctesse de Provence x Raimond-Bérenger III Cte de Barcelone | Douce Ire Ctesse de Provence x Raimond-Bérenger III Cte de Barcelone | Douce Ire Ctesse de Provence x Raimond-Bérenger III Cte de Barcelone | Douce Ire Ctesse de Provence x Raimond-Bérenger III Cte de Barcelone | Douce Ire Ctesse de Provence x Raimond-Bérenger III Cte de Barcelone | Douce Ire Ctesse de Provence x Raimond-Bérenger III Cte de Barcelone |                                                  |                                                  | Étiennette x Raymond Seigneur des Baux.          | Étiennette x Raymond Seigneur des Baux.          | Étiennette x Raymond Seigneur des Baux. | Étiennette x Raymond Seigneur des Baux. | Étiennette x Raymond Seigneur des Baux. | Étiennette x Raymond Seigneur des Baux. |                                     |                                     |                                     |                                     |  |  |  |  |  |  |  |  |  |  |  |  |  |  |  |  |  |  |  |  |  |  |  |  |  |  |  |  |  |  |  |  |  |  |  |  |
|                               |                               |                               |                               |                               |                               |                              |                              | Bertrand III Cte de Tripoli Mis de Provence | Bertrand III Cte de Tripoli Mis de Provence | Bertrand III Cte de Tripoli Mis de Provence | Bertrand III Cte de Tripoli Mis de Provence | Bertrand III Cte de Tripoli Mis de Provence | Bertrand III Cte de Tripoli Mis de Provence |                                            |                                            | Alphonse Ier Jourdain Cte de Toulouse Mis de Provence | Alphonse Ier Jourdain Cte de Toulouse Mis de Provence | Alphonse Ier Jourdain Cte de Toulouse Mis de Provence | Alphonse Ier Jourdain Cte de Toulouse Mis de Provence | Alphonse Ier Jourdain Cte de Toulouse Mis de Provence | Alphonse Ier Jourdain Cte de Toulouse Mis de Provence |                                            |                                            |                                         |                                         |                                  |                                  |                                  |                                  |                                              |                                              | Guigues Cte de Forcalquier                   | Guigues Cte de Forcalquier                   | Guigues Cte de Forcalquier                   | Guigues Cte de Forcalquier                   | Guigues Cte de Forcalquier                           | Guigues Cte de Forcalquier                           |                                                      |                                                      | Bertrand Ier Cte de Forcalquier                      | Bertrand Ier Cte de Forcalquier                      | Bertrand Ier Cte de Forcalquier   | Bertrand Ier Cte de Forcalquier   | Bertrand Ier Cte de Forcalquier          | Bertrand Ier Cte de Forcalquier          |                                          |                                          |                                           |                                           |                                           |                                           |                                                     |                                               |                                               |                                               | Douce Ire Ctesse de Provence x Raimond-Bérenger III Cte de Barcelone | Douce Ire Ctesse de Provence x Raimond-Bérenger III Cte de Barcelone | Douce Ire Ctesse de Provence x Raimond-Bérenger III Cte de Barcelone | Douce Ire Ctesse de Provence x Raimond-Bérenger III Cte de Barcelone | Douce Ire Ctesse de Provence x Raimond-Bérenger III Cte de Barcelone | Douce Ire Ctesse de Provence x Raimond-Bérenger III Cte de Barcelone |                                                  |                                                  | Étiennette x Raymond Seigneur des Baux.          | Étiennette x Raymond Seigneur des Baux.          | Étiennette x Raymond Seigneur des Baux. | Étiennette x Raymond Seigneur des Baux. | Étiennette x Raymond Seigneur des Baux. | Étiennette x Raymond Seigneur des Baux. |                                     |                                     |                                     |                                     |  |  |  |  |  |  |  |  |  |  |  |  |  |  |  |  |  |  |  |  |  |  |  |  |  |  |  |  |  |  |  |  |  |  |  |  |
|                               |                               |                               |                               |                               |                               |                              |                              |                                             |                                             |                                             |                                             |                                             |                                             |                                            |                                            |                                                       |                                                       |                                                       |                                                       |                                                       |                                                       |                                            |                                            |                                         |                                         |                                  |                                  |                                  |                                  |                                              |                                              |                                              |                                              |                                              |                                              |                                                      |                                                      |                                                      |                                                      |                                                      |                                                      |                                   |                                   |                                          |                                          |                                          |                                          |                                           |                                           |                                           |                                           |                                                     |                                               |                                               |                                               |                                                                      |                                                                      |                                                                      |                                                                      |                                                                      |                                                                      |                                                  |                                                  |                                                  |                                                  |                                         |                                         |                                         |                                         |                                     |                                     |                                     |                                     |  |  |  |  |  |  |  |  |  |  |  |  |  |  |  |  |  |  |  |  |  |  |  |  |  |  |  |  |  |  |  |  |  |  |  |  |
|                               |                               |                               |                               |                               |                               |                              |                              |                                             |                                             |                                             |                                             |                                             |                                             |                                            |                                            | Raymond V Cte de Toulouse Mis de Provence             | Raymond V Cte de Toulouse Mis de Provence             | Raymond V Cte de Toulouse Mis de Provence             | Raymond V Cte de Toulouse Mis de Provence             | Raymond V Cte de Toulouse Mis de Provence             | Raymond V Cte de Toulouse Mis de Provence             |                                            |                                            |                                         |                                         |                                  |                                  |                                  |                                  |                                              |                                              |                                              |                                              |                                              |                                              | Bertrand II Cte de Forcalquier                       | Bertrand II Cte de Forcalquier                       | Bertrand II Cte de Forcalquier                       | Bertrand II Cte de Forcalquier                       | Bertrand II Cte de Forcalquier                       | Bertrand II Cte de Forcalquier                       |                                   |                                   | Guillaume IV Cte de Forcalquier          | Guillaume IV Cte de Forcalquier          | Guillaume IV Cte de Forcalquier          | Guillaume IV Cte de Forcalquier          | Guillaume IV Cte de Forcalquier           | Guillaume IV Cte de Forcalquier           |                                           |                                           |                                                     |                                               | Raimond-Bérenger IV Cte de Barcelone          | Raimond-Bérenger IV Cte de Barcelone          | Raimond-Bérenger IV Cte de Barcelone                                 | Raimond-Bérenger IV Cte de Barcelone                                 | Raimond-Bérenger IV Cte de Barcelone                                 | Raimond-Bérenger IV Cte de Barcelone                                 |                                                                      |                                                                      |                                                  |                                                  |                                                  |                                                  |                                         |                                         | Bérenger Raimond Cte de Provence        | Bérenger Raimond Cte de Provence        | Bérenger Raimond Cte de Provence    | Bérenger Raimond Cte de Provence    | Bérenger Raimond Cte de Provence    | Bérenger Raimond Cte de Provence    |  |  |  |  |  |  |  |  |  |  |  |  |  |  |  |  |  |  |  |  |  |  |  |  |  |  |  |  |  |  |  |  |  |  |  |  |
|                               |                               |                               |                               |                               |                               |                              |                              |                                             |                                             |                                             |                                             |                                             |                                             |                                            |                                            | Raymond V Cte de Toulouse Mis de Provence             | Raymond V Cte de Toulouse Mis de Provence             | Raymond V Cte de Toulouse Mis de Provence             | Raymond V Cte de Toulouse Mis de Provence             | Raymond V Cte de Toulouse Mis de Provence             | Raymond V Cte de Toulouse Mis de Provence             |                                            |                                            |                                         |                                         |                                  |                                  |                                  |                                  |                                              |                                              |                                              |                                              |                                              |                                              | Bertrand II Cte de Forcalquier                       | Bertrand II Cte de Forcalquier                       | Bertrand II Cte de Forcalquier                       | Bertrand II Cte de Forcalquier                       | Bertrand II Cte de Forcalquier                       | Bertrand II Cte de Forcalquier                       |                                   |                                   | Guillaume IV Cte de Forcalquier          | Guillaume IV Cte de Forcalquier          | Guillaume IV Cte de Forcalquier          | Guillaume IV Cte de Forcalquier          | Guillaume IV Cte de Forcalquier           | Guillaume IV Cte de Forcalquier           |                                           |                                           |                                                     |                                               | Raimond-Bérenger IV Cte de Barcelone          | Raimond-Bérenger IV Cte de Barcelone          | Raimond-Bérenger IV Cte de Barcelone                                 | Raimond-Bérenger IV Cte de Barcelone                                 | Raimond-Bérenger IV Cte de Barcelone                                 | Raimond-Bérenger IV Cte de Barcelone                                 |                                                                      |                                                                      |                                                  |                                                  |                                                  |                                                  |                                         |                                         | Bérenger Raimond Cte de Provence        | Bérenger Raimond Cte de Provence        | Bérenger Raimond Cte de Provence    | Bérenger Raimond Cte de Provence    | Bérenger Raimond Cte de Provence    | Bérenger Raimond Cte de Provence    |  |  |  |  |  |  |  |  |  |  |  |  |  |  |  |  |  |  |  |  |  |  |  |  |  |  |  |  |  |  |  |  |  |  |  |  |
|                               |                               |                               |                               |                               |                               |                              |                              |                                             |                                             |                                             |                                             |                                             |                                             |                                            |                                            |                                                       |                                                       |                                                       |                                                       |                                                       |                                                       |                                            |                                            |                                         |                                         |                                  |                                  |                                  |                                  |                                              |                                              |                                              |                                              |                                              |                                              |                                                      |                                                      |                                                      |                                                      |                                                      |                                                      |                                   |                                   |                                          |                                          |                                          |                                          |                                           |                                           |                                           |                                           |                                                     |                                               |                                               |                                               |                                                                      |                                                                      |                                                                      |                                                                      |                                                                      |                                                                      |                                                  |                                                  |                                                  |                                                  |                                         |                                         |                                         |                                         |                                     |                                     |                                     |                                     |  |  |  |  |  |  |  |  |  |  |  |  |  |  |  |  |  |  |  |  |  |  |  |  |  |  |  |  |  |  |  |  |  |  |  |  |
|                               |                               |                               |                               |                               |                               |                              |                              |                                             |                                             |                                             |                                             |                                             |                                             |                                            |                                            | Raymond VI Cte de Toulouse Mis de Provence            | Raymond VI Cte de Toulouse Mis de Provence            | Raymond VI Cte de Toulouse Mis de Provence            | Raymond VI Cte de Toulouse Mis de Provence            | Raymond VI Cte de Toulouse Mis de Provence            | Raymond VI Cte de Toulouse Mis de Provence            |                                            |                                            |                                         |                                         |                                  |                                  |                                  |                                  |                                              |                                              |                                              |                                              |                                              |                                              |                                                      |                                                      |                                                      |                                                      |                                                      |                                                      |                                   |                                   | Gersende x Rénier de Sabran              | Gersende x Rénier de Sabran              | Gersende x Rénier de Sabran              | Gersende x Rénier de Sabran              | Gersende x Rénier de Sabran               | Gersende x Rénier de Sabran               |                                           |                                           | Alphonse II Roi d'Aragon Cte de Provence            | Alphonse II Roi d'Aragon Cte de Provence      | Alphonse II Roi d'Aragon Cte de Provence      | Alphonse II Roi d'Aragon Cte de Provence      | Alphonse II Roi d'Aragon Cte de Provence                             | Alphonse II Roi d'Aragon Cte de Provence                             |                                                                      |                                                                      | Raimond-Bérenger III de Provence Cte de Provence                     | Raimond-Bérenger III de Provence Cte de Provence                     | Raimond-Bérenger III de Provence Cte de Provence | Raimond-Bérenger III de Provence Cte de Provence | Raimond-Bérenger III de Provence Cte de Provence | Raimond-Bérenger III de Provence Cte de Provence |                                         |                                         | Raimond-Bérenger II Cte de Provence     | Raimond-Bérenger II Cte de Provence     | Raimond-Bérenger II Cte de Provence | Raimond-Bérenger II Cte de Provence | Raimond-Bérenger II Cte de Provence | Raimond-Bérenger II Cte de Provence |  |  |  |  |  |  |  |  |  |  |  |  |  |  |  |  |  |  |  |  |  |  |  |  |  |  |  |  |  |  |  |  |  |  |  |  |
|                               |                               |                               |                               |                               |                               |                              |                              |                                             |                                             |                                             |                                             |                                             |                                             |                                            |                                            | Raymond VI Cte de Toulouse Mis de Provence            | Raymond VI Cte de Toulouse Mis de Provence            | Raymond VI Cte de Toulouse Mis de Provence            | Raymond VI Cte de Toulouse Mis de Provence            | Raymond VI Cte de Toulouse Mis de Provence            | Raymond VI Cte de Toulouse Mis de Provence            |                                            |                                            |                                         |                                         |                                  |                                  |                                  |                                  |                                              |                                              |                                              |                                              |                                              |                                              |                                                      |                                                      |                                                      |                                                      |                                                      |                                                      |                                   |                                   | Gersende x Rénier de Sabran              | Gersende x Rénier de Sabran              | Gersende x Rénier de Sabran              | Gersende x Rénier de Sabran              | Gersende x Rénier de Sabran               | Gersende x Rénier de Sabran               |                                           |                                           | Alphonse II Roi d'Aragon Cte de Provence            | Alphonse II Roi d'Aragon Cte de Provence      | Alphonse II Roi d'Aragon Cte de Provence      | Alphonse II Roi d'Aragon Cte de Provence      | Alphonse II Roi d'Aragon Cte de Provence                             | Alphonse II Roi d'Aragon Cte de Provence                             |                                                                      |                                                                      | Raimond-Bérenger III de Provence Cte de Provence                     | Raimond-Bérenger III de Provence Cte de Provence                     | Raimond-Bérenger III de Provence Cte de Provence | Raimond-Bérenger III de Provence Cte de Provence | Raimond-Bérenger III de Provence Cte de Provence | Raimond-Bérenger III de Provence Cte de Provence |                                         |                                         | Raimond-Bérenger II Cte de Provence     | Raimond-Bérenger II Cte de Provence     | Raimond-Bérenger II Cte de Provence | Raimond-Bérenger II Cte de Provence | Raimond-Bérenger II Cte de Provence | Raimond-Bérenger II Cte de Provence |  |  |  |  |  |  |  |  |  |  |  |  |  |  |  |  |  |  |  |  |  |  |  |  |  |  |  |  |  |  |  |  |  |  |  |  |
|                               |                               |                               |                               |                               |                               |                              |                              |                                             |                                             |                                             |                                             |                                             |                                             |                                            |                                            | Raymond VII Cte de Toulouse Mis de Provence           | Raymond VII Cte de Toulouse Mis de Provence           | Raymond VII Cte de Toulouse Mis de Provence           | Raymond VII Cte de Toulouse Mis de Provence           | Raymond VII Cte de Toulouse Mis de Provence           | Raymond VII Cte de Toulouse Mis de Provence           |                                            |                                            |                                         |                                         |                                  |                                  |                                  |                                  |                                              |                                              |                                              |                                              |                                              |                                              |                                                      |                                                      |                                                      |                                                      |                                                      |                                                      |                                   |                                   | Gersende Ctesse de Forcalquier           | Gersende Ctesse de Forcalquier           | Gersende Ctesse de Forcalquier           | Gersende Ctesse de Forcalquier           | Gersende Ctesse de Forcalquier            | Gersende Ctesse de Forcalquier            |                                           |                                           | Alphonse II Cte de Provence                         | Alphonse II Cte de Provence                   | Alphonse II Cte de Provence                   | Alphonse II Cte de Provence                   | Alphonse II Cte de Provence                                          | Alphonse II Cte de Provence                                          |                                                                      |                                                                      |                                                                      |                                                                      |                                                  |                                                  |                                                  |                                                  |                                         |                                         | Douce II Ctesse de Provence             | Douce II Ctesse de Provence             | Douce II Ctesse de Provence         | Douce II Ctesse de Provence         | Douce II Ctesse de Provence         | Douce II Ctesse de Provence         |  |  |  |  |  |  |  |  |  |  |  |  |  |  |  |  |  |  |  |  |  |  |  |  |  |  |  |  |  |  |  |  |  |  |  |  |
|                               |                               |                               |                               |                               |                               |                              |                              |                                             |                                             |                                             |                                             |                                             |                                             |                                            |                                            | Raymond VII Cte de Toulouse Mis de Provence           | Raymond VII Cte de Toulouse Mis de Provence           | Raymond VII Cte de Toulouse Mis de Provence           | Raymond VII Cte de Toulouse Mis de Provence           | Raymond VII Cte de Toulouse Mis de Provence           | Raymond VII Cte de Toulouse Mis de Provence           |                                            |                                            |                                         |                                         |                                  |                                  |                                  |                                  |                                              |                                              |                                              |                                              |                                              |                                              |                                                      |                                                      |                                                      |                                                      |                                                      |                                                      |                                   |                                   | Gersende Ctesse de Forcalquier           | Gersende Ctesse de Forcalquier           | Gersende Ctesse de Forcalquier           | Gersende Ctesse de Forcalquier           | Gersende Ctesse de Forcalquier            | Gersende Ctesse de Forcalquier            |                                           |                                           | Alphonse II Cte de Provence                         | Alphonse II Cte de Provence                   | Alphonse II Cte de Provence                   | Alphonse II Cte de Provence                   | Alphonse II Cte de Provence                                          | Alphonse II Cte de Provence                                          |                                                                      |                                                                      |                                                                      |                                                                      |                                                  |                                                  |                                                  |                                                  |                                         |                                         | Douce II Ctesse de Provence             | Douce II Ctesse de Provence             | Douce II Ctesse de Provence         | Douce II Ctesse de Provence         | Douce II Ctesse de Provence         | Douce II Ctesse de Provence         |  |  |  |  |  |  |  |  |  |  |  |  |  |  |  |  |  |  |  |  |  |  |  |  |  |  |  |  |  |  |  |  |  |  |  |  |
|                               |                               |                               |                               |                               |                               |                              |                              |                                             |                                             |                                             |                                             |                                             |                                             |                                            |                                            |                                                       |                                                       |                                                       |                                                       |                                                       |                                                       |                                            |                                            |                                         |                                         |                                  |                                  |                                  |                                  |                                              |                                              |                                              |                                              |                                              |                                              |                                                      |                                                      |                                                      |                                                      |                                                      |                                                      |                                   |                                   |                                          |                                          |                                          |                                          |                                           |                                           |                                           |                                           |                                                     |                                               |                                               |                                               |                                                                      |                                                                      |                                                                      |                                                                      |                                                                      |                                                                      |                                                  |                                                  |                                                  |                                                  |                                         |                                         |                                         |                                         |                                     |                                     |                                     |                                     |  |  |  |  |  |  |  |  |  |  |  |  |  |  |  |  |  |  |  |  |  |  |  |  |  |  |  |  |  |  |  |  |  |  |  |  |
|                               |                               |                               |                               |                               |                               |                              |                              |                                             |                                             |                                             |                                             |                                             |                                             |                                            |                                            |                                                       |                                                       |                                                       |                                                       |                                                       |                                                       |                                            |                                            |                                         |                                         |                                  |                                  |                                  |                                  |                                              |                                              | Louis VIII Roi de France                     | Louis VIII Roi de France                     | Louis VIII Roi de France                     | Louis VIII Roi de France                     | Louis VIII Roi de France                             | Louis VIII Roi de France                             |                                                      |                                                      |                                                      |                                                      |                                   |                                   |                                          |                                          |                                          |                                          | Raimond-Bérenger IV Cte de Provence       | Raimond-Bérenger IV Cte de Provence       | Raimond-Bérenger IV Cte de Provence       | Raimond-Bérenger IV Cte de Provence       | Raimond-Bérenger IV Cte de Provence                 | Raimond-Bérenger IV Cte de Provence           |                                               |                                               |                                                                      |                                                                      |                                                                      |                                                                      |                                                                      |                                                                      |                                                  |                                                  |                                                  |                                                  |                                         |                                         |                                         |                                         |                                     |                                     |                                     |                                     |  |  |  |  |  |  |  |  |  |  |  |  |  |  |  |  |  |  |  |  |  |  |  |  |  |  |  |  |  |  |  |  |  |  |  |  |
|                               |                               |                               |                               |                               |                               |                              |                              |                                             |                                             |                                             |                                             |                                             |                                             |                                            |                                            |                                                       |                                                       |                                                       |                                                       |                                                       |                                                       |                                            |                                            |                                         |                                         |                                  |                                  |                                  |                                  |                                              |                                              | Louis VIII Roi de France                     | Louis VIII Roi de France                     | Louis VIII Roi de France                     | Louis VIII Roi de France                     | Louis VIII Roi de France                             | Louis VIII Roi de France                             |                                                      |                                                      |                                                      |                                                      |                                   |                                   |                                          |                                          |                                          |                                          | Raimond-Bérenger IV Cte de Provence       | Raimond-Bérenger IV Cte de Provence       | Raimond-Bérenger IV Cte de Provence       | Raimond-Bérenger IV Cte de Provence       | Raimond-Bérenger IV Cte de Provence                 | Raimond-Bérenger IV Cte de Provence           |                                               |                                               |                                                                      |                                                                      |                                                                      |                                                                      |                                                                      |                                                                      |                                                  |                                                  |                                                  |                                                  |                                         |                                         |                                         |                                         |                                     |                                     |                                     |                                     |  |  |  |  |  |  |  |  |  |  |  |  |  |  |  |  |  |  |  |  |  |  |  |  |  |  |  |  |  |  |  |  |  |  |  |  |
|                               |                               |                               |                               |                               |                               |                              |                              |                                             |                                             |                                             |                                             |                                             |                                             |                                            |                                            |                                                       |                                                       |                                                       |                                                       |                                                       |                                                       |                                            |                                            |                                         |                                         |                                  |                                  |                                  |                                  |                                              |                                              |                                              |                                              |                                              |                                              |                                                      |                                                      |                                                      |                                                      |                                                      |                                                      |                                   |                                   |                                          |                                          |                                          |                                          |                                           |                                           |                                           |                                           |                                                     |                                               |                                               |                                               |                                                                      |                                                                      |                                                                      |                                                                      |                                                                      |                                                                      |                                                  |                                                  |                                                  |                                                  |                                         |                                         |                                         |                                         |                                     |                                     |                                     |                                     |  |  |  |  |  |  |  |  |  |  |  |  |  |  |  |  |  |  |  |  |  |  |  |  |  |  |  |  |  |  |  |  |  |  |  |  |
|                               |                               |                               |                               |                               |                               |                              |                              |                                             |                                             |                                             |                                             |                                             |                                             |                                            |                                            | Jeanne Ctesse de Toulouse Mise de Provence            | Jeanne Ctesse de Toulouse Mise de Provence            | Jeanne Ctesse de Toulouse Mise de Provence            | Jeanne Ctesse de Toulouse Mise de Provence            | Jeanne Ctesse de Toulouse Mise de Provence            | Jeanne Ctesse de Toulouse Mise de Provence            |                                            |                                            | Alphonse II Cte de Poitiers             | Alphonse II Cte de Poitiers             | Alphonse II Cte de Poitiers      | Alphonse II Cte de Poitiers      | Alphonse II Cte de Poitiers      | Alphonse II Cte de Poitiers      |                                              |                                              | Saint Louis Roi de France                    | Saint Louis Roi de France                    | Saint Louis Roi de France                    | Saint Louis Roi de France                    | Saint Louis Roi de France                            | Saint Louis Roi de France                            |                                                      |                                                      | Charles Ier d'Anjou Roi de Sicile                    | Charles Ier d'Anjou Roi de Sicile                    | Charles Ier d'Anjou Roi de Sicile | Charles Ier d'Anjou Roi de Sicile | Charles Ier d'Anjou Roi de Sicile        | Charles Ier d'Anjou Roi de Sicile        |                                          |                                          | Béatrice Ctesse de Provence               | Béatrice Ctesse de Provence               | Béatrice Ctesse de Provence               | Béatrice Ctesse de Provence               | Béatrice Ctesse de Provence                         | Béatrice Ctesse de Provence                   |                                               |                                               |                                                                      |                                                                      |                                                                      |                                                                      |                                                                      |                                                                      |                                                  |                                                  |                                                  |                                                  |                                         |                                         |                                         |                                         |                                     |                                     |                                     |                                     |  |  |  |  |  |  |  |  |  |  |  |  |  |  |  |  |  |  |  |  |  |  |  |  |  |  |  |  |  |  |  |  |  |  |  |  |
|                               |                               |                               |                               |                               |                               |                              |                              |                                             |                                             |                                             |                                             |                                             |                                             |                                            |                                            | Jeanne Ctesse de Toulouse Mise de Provence            | Jeanne Ctesse de Toulouse Mise de Provence            | Jeanne Ctesse de Toulouse Mise de Provence            | Jeanne Ctesse de Toulouse Mise de Provence            | Jeanne Ctesse de Toulouse Mise de Provence            | Jeanne Ctesse de Toulouse Mise de Provence            |                                            |                                            | Alphonse II Cte de Poitiers             | Alphonse II Cte de Poitiers             | Alphonse II Cte de Poitiers      | Alphonse II Cte de Poitiers      | Alphonse II Cte de Poitiers      | Alphonse II Cte de Poitiers      |                                              |                                              | Saint Louis Roi de France                    | Saint Louis Roi de France                    | Saint Louis Roi de France                    | Saint Louis Roi de France                    | Saint Louis Roi de France                            | Saint Louis Roi de France                            |                                                      |                                                      | Charles Ier d'Anjou Roi de Sicile                    | Charles Ier d'Anjou Roi de Sicile                    | Charles Ier d'Anjou Roi de Sicile | Charles Ier d'Anjou Roi de Sicile | Charles Ier d'Anjou Roi de Sicile        | Charles Ier d'Anjou Roi de Sicile        |                                          |                                          | Béatrice Ctesse de Provence               | Béatrice Ctesse de Provence               | Béatrice Ctesse de Provence               | Béatrice Ctesse de Provence               | Béatrice Ctesse de Provence                         | Béatrice Ctesse de Provence                   |                                               |                                               |                                                                      |                                                                      |                                                                      |                                                                      |                                                                      |                                                                      |                                                  |                                                  |                                                  |                                                  |                                         |                                         |                                         |                                         |                                     |                                     |                                     |                                     |  |  |  |  |  |  |  |  |  |  |  |  |  |  |  |  |  |  |  |  |  |  |  |  |  |  |  |  |  |  |  |  |  |  |  |  |
|                               |                               |                               |                               |                               |                               |                              |                              |                                             |                                             |                                             |                                             |                                             |                                             |                                            |                                            |                                                       |                                                       |                                                       |                                                       |                                                       |                                                       |                                            |                                            |                                         |                                         |                                  |                                  |                                  |                                  |                                              |                                              |                                              |                                              |                                              |                                              |                                                      |                                                      |                                                      |                                                      |                                                      |                                                      |                                   |                                   |                                          |                                          |                                          |                                          |                                           |                                           |                                           |                                           |                                                     |                                               |                                               |                                               |                                                                      |                                                                      |                                                                      |                                                                      |                                                                      |                                                                      |                                                  |                                                  |                                                  |                                                  |                                         |                                         |                                         |                                         |                                     |                                     |                                     |                                     |  |  |  |  |  |  |  |  |  |  |  |  |  |  |  |  |  |  |  |  |  |  |  |  |  |  |  |  |  |  |  |  |  |  |  |  |
|                               |                               |                               |                               |                               |                               |                              |                              |                                             |                                             |                                             |                                             |                                             |                                             |                                            |                                            |                                                       |                                                       |                                                       |                                                       |                                                       |                                                       |                                            |                                            |                                         |                                         |                                  |                                  |                                  |                                  |                                              |                                              | Philippe III Roi de France                   | Philippe III Roi de France                   | Philippe III Roi de France                   | Philippe III Roi de France                   | Philippe III Roi de France                           | Philippe III Roi de France                           |                                                      |                                                      |                                                      |                                                      |                                   |                                   | Charles II Roi de Naples Cte de Provence | Charles II Roi de Naples Cte de Provence | Charles II Roi de Naples Cte de Provence | Charles II Roi de Naples Cte de Provence | Charles II Roi de Naples Cte de Provence  | Charles II Roi de Naples Cte de Provence  |                                           |                                           |                                                     |                                               |                                               |                                               |                                                                      |                                                                      |                                                                      |                                                                      |                                                                      |                                                                      |                                                  |                                                  |                                                  |                                                  |                                         |                                         |                                         |                                         |                                     |                                     |                                     |                                     |  |  |  |  |  |  |  |  |  |  |  |  |  |  |  |  |  |  |  |  |  |  |  |  |  |  |  |  |  |  |  |  |  |  |  |  |
|                               |                               |                               |                               |                               |                               |                              |                              |                                             |                                             |                                             |                                             |                                             |                                             |                                            |                                            |                                                       |                                                       |                                                       |                                                       |                                                       |                                                       |                                            |                                            |                                         |                                         |                                  |                                  |                                  |                                  |                                              |                                              | Philippe III Roi de France                   | Philippe III Roi de France                   | Philippe III Roi de France                   | Philippe III Roi de France                   | Philippe III Roi de France                           | Philippe III Roi de France                           |                                                      |                                                      |                                                      |                                                      |                                   |                                   | Charles II Roi de Naples Cte de Provence | Charles II Roi de Naples Cte de Provence | Charles II Roi de Naples Cte de Provence | Charles II Roi de Naples Cte de Provence | Charles II Roi de Naples Cte de Provence  | Charles II Roi de Naples Cte de Provence  |                                           |                                           |                                                     |                                               |                                               |                                               |                                                                      |                                                                      |                                                                      |                                                                      |                                                                      |                                                                      |                                                  |                                                  |                                                  |                                                  |                                         |                                         |                                         |                                         |                                     |                                     |                                     |                                     |  |  |  |  |  |  |  |  |  |  |  |  |  |  |  |  |  |  |  |  |  |  |  |  |  |  |  |  |  |  |  |  |  |  |  |  |
|                               |                               |                               |                               |                               |                               |                              |                              |                                             |                                             |                                             |                                             |                                             |                                             |                                            |                                            |                                                       |                                                       |                                                       |                                                       |                                                       |                                                       |                                            |                                            |                                         |                                         |                                  |                                  |                                  |                                  |                                              |                                              |                                              |                                              |                                              |                                              |                                                      |                                                      |                                                      |                                                      |                                                      |                                                      |                                   |                                   |                                          |                                          |                                          |                                          |                                           |                                           |                                           |                                           |                                                     |                                               |                                               |                                               |                                                                      |                                                                      |                                                                      |                                                                      |                                                                      |                                                                      |                                                  |                                                  |                                                  |                                                  |                                         |                                         |                                         |                                         |                                     |                                     |                                     |                                     |  |  |  |  |  |  |  |  |  |  |  |  |  |  |  |  |  |  |  |  |  |  |  |  |  |  |  |  |  |  |  |  |  |  |  |  |
|                               |                               |                               |                               |                               |                               |                              |                              |                                             |                                             |                                             |                                             |                                             |                                             |                                            |                                            |                                                       |                                                       |                                                       |                                                       |                                                       |                                                       |                                            |                                            | Philippe IV le Bel Roi de France        | Philippe IV le Bel Roi de France        | Philippe IV le Bel Roi de France | Philippe IV le Bel Roi de France | Philippe IV le Bel Roi de France | Philippe IV le Bel Roi de France |                                              |                                              | Charles Cte de Valois                        | Charles Cte de Valois                        | Charles Cte de Valois                        | Charles Cte de Valois                        | Charles Cte de Valois                                | Charles Cte de Valois                                |                                                      |                                                      | Marguerite                                           | Marguerite                                           | Marguerite                        | Marguerite                        | Marguerite                               | Marguerite                               |                                          |                                          | Robert Roi de Naples Cte de Provence      | Robert Roi de Naples Cte de Provence      | Robert Roi de Naples Cte de Provence      | Robert Roi de Naples Cte de Provence      | Robert Roi de Naples Cte de Provence                | Robert Roi de Naples Cte de Provence          |                                               |                                               |                                                                      |                                                                      |                                                                      |                                                                      |                                                                      |                                                                      |                                                  |                                                  |                                                  |                                                  |                                         |                                         |                                         |                                         |                                     |                                     |                                     |                                     |  |  |  |  |  |  |  |  |  |  |  |  |  |  |  |  |  |  |  |  |  |  |  |  |  |  |  |  |  |  |  |  |  |  |  |  |
|                               |                               |                               |                               |                               |                               |                              |                              |                                             |                                             |                                             |                                             |                                             |                                             |                                            |                                            |                                                       |                                                       |                                                       |                                                       |                                                       |                                                       |                                            |                                            | Philippe IV le Bel Roi de France        | Philippe IV le Bel Roi de France        | Philippe IV le Bel Roi de France | Philippe IV le Bel Roi de France | Philippe IV le Bel Roi de France | Philippe IV le Bel Roi de France |                                              |                                              | Charles Cte de Valois                        | Charles Cte de Valois                        | Charles Cte de Valois                        | Charles Cte de Valois                        | Charles Cte de Valois                                | Charles Cte de Valois                                |                                                      |                                                      | Marguerite                                           | Marguerite                                           | Marguerite                        | Marguerite                        | Marguerite                               | Marguerite                               |                                          |                                          | Robert Roi de Naples Cte de Provence      | Robert Roi de Naples Cte de Provence      | Robert Roi de Naples Cte de Provence      | Robert Roi de Naples Cte de Provence      | Robert Roi de Naples Cte de Provence                | Robert Roi de Naples Cte de Provence          |                                               |                                               |                                                                      |                                                                      |                                                                      |                                                                      |                                                                      |                                                                      |                                                  |                                                  |                                                  |                                                  |                                         |                                         |                                         |                                         |                                     |                                     |                                     |                                     |  |  |  |  |  |  |  |  |  |  |  |  |  |  |  |  |  |  |  |  |  |  |  |  |  |  |  |  |  |  |  |  |  |  |  |  |
|                               |                               |                               |                               |                               |                               |                              |                              |                                             |                                             |                                             |                                             |                                             |                                             |                                            |                                            |                                                       |                                                       |                                                       |                                                       |                                                       |                                                       |                                            |                                            |                                         |                                         |                                  |                                  |                                  |                                  |                                              |                                              |                                              |                                              |                                              |                                              |                                                      |                                                      |                                                      |                                                      |                                                      |                                                      |                                   |                                   |                                          |                                          |                                          |                                          |                                           |                                           |                                           |                                           |                                                     |                                               |                                               |                                               |                                                                      |                                                                      |                                                                      |                                                                      |                                                                      |                                                                      |                                                  |                                                  |                                                  |                                                  |                                         |                                         |                                         |                                         |                                     |                                     |                                     |                                     |  |  |  |  |  |  |  |  |  |  |  |  |  |  |  |  |  |  |  |  |  |  |  |  |  |  |  |  |  |  |  |  |  |  |  |  |
|                               |                               |                               |                               |                               |                               |                              |                              |                                             |                                             |                                             |                                             |                                             |                                             |                                            |                                            |                                                       |                                                       |                                                       |                                                       |                                                       |                                                       |                                            |                                            |                                         |                                         |                                  |                                  |                                  |                                  |                                              |                                              |                                              |                                              |                                              |                                              | Philippe VI Roi de France                            | Philippe VI Roi de France                            | Philippe VI Roi de France                            | Philippe VI Roi de France                            | Philippe VI Roi de France                            | Philippe VI Roi de France                            |                                   |                                   |                                          |                                          |                                          |                                          | Charles Duc de Calabre                    | Charles Duc de Calabre                    | Charles Duc de Calabre                    | Charles Duc de Calabre                    | Charles Duc de Calabre                              | Charles Duc de Calabre                        |                                               |                                               |                                                                      |                                                                      |                                                                      |                                                                      |                                                                      |                                                                      |                                                  |                                                  |                                                  |                                                  |                                         |                                         |                                         |                                         |                                     |                                     |                                     |                                     |  |  |  |  |  |  |  |  |  |  |  |  |  |  |  |  |  |  |  |  |  |  |  |  |  |  |  |  |  |  |  |  |  |  |  |  |
|                               |                               |                               |                               |                               |                               |                              |                              |                                             |                                             |                                             |                                             |                                             |                                             |                                            |                                            |                                                       |                                                       |                                                       |                                                       |                                                       |                                                       |                                            |                                            |                                         |                                         |                                  |                                  |                                  |                                  |                                              |                                              |                                              |                                              |                                              |                                              | Philippe VI Roi de France                            | Philippe VI Roi de France                            | Philippe VI Roi de France                            | Philippe VI Roi de France                            | Philippe VI Roi de France                            | Philippe VI Roi de France                            |                                   |                                   |                                          |                                          |                                          |                                          | Charles Duc de Calabre                    | Charles Duc de Calabre                    | Charles Duc de Calabre                    | Charles Duc de Calabre                    | Charles Duc de Calabre                              | Charles Duc de Calabre                        |                                               |                                               |                                                                      |                                                                      |                                                                      |                                                                      |                                                                      |                                                                      |                                                  |                                                  |                                                  |                                                  |                                         |                                         |                                         |                                         |                                     |                                     |                                     |                                     |  |  |  |  |  |  |  |  |  |  |  |  |  |  |  |  |  |  |  |  |  |  |  |  |  |  |  |  |  |  |  |  |  |  |  |  |
|                               |                               |                               |                               |                               |                               |                              |                              |                                             |                                             |                                             |                                             |                                             |                                             |                                            |                                            |                                                       |                                                       |                                                       |                                                       |                                                       |                                                       |                                            |                                            |                                         |                                         |                                  |                                  |                                  |                                  |                                              |                                              |                                              |                                              |                                              |                                              | Jean II Roi de France                                | Jean II Roi de France                                | Jean II Roi de France                                | Jean II Roi de France                                | Jean II Roi de France                                | Jean II Roi de France                                |                                   |                                   |                                          |                                          |                                          |                                          | Jeanne Reine de Naples Ctesse de Provence | Jeanne Reine de Naples Ctesse de Provence | Jeanne Reine de Naples Ctesse de Provence | Jeanne Reine de Naples Ctesse de Provence | Jeanne Reine de Naples Ctesse de Provence           | Jeanne Reine de Naples Ctesse de Provence     |                                               |                                               |                                                                      |                                                                      |                                                                      |                                                                      |                                                                      |                                                                      |                                                  |                                                  |                                                  |                                                  |                                         |                                         |                                         |                                         |                                     |                                     |                                     |                                     |  |  |  |  |  |  |  |  |  |  |  |  |  |  |  |  |  |  |  |  |  |  |  |  |  |  |  |  |  |  |  |  |  |  |  |  |
|                               |                               |                               |                               |                               |                               |                              |                              |                                             |                                             |                                             |                                             |                                             |                                             |                                            |                                            |                                                       |                                                       |                                                       |                                                       |                                                       |                                                       |                                            |                                            |                                         |                                         |                                  |                                  |                                  |                                  |                                              |                                              |                                              |                                              |                                              |                                              | Jean II Roi de France                                | Jean II Roi de France                                | Jean II Roi de France                                | Jean II Roi de France                                | Jean II Roi de France                                | Jean II Roi de France                                |                                   |                                   |                                          |                                          |                                          |                                          | Jeanne Reine de Naples Ctesse de Provence | Jeanne Reine de Naples Ctesse de Provence | Jeanne Reine de Naples Ctesse de Provence | Jeanne Reine de Naples Ctesse de Provence | Jeanne Reine de Naples Ctesse de Provence           | Jeanne Reine de Naples Ctesse de Provence     |                                               |                                               |                                                                      |                                                                      |                                                                      |                                                                      |                                                                      |                                                                      |                                                  |                                                  |                                                  |                                                  |                                         |                                         |                                         |                                         |                                     |                                     |                                     |                                     |  |  |  |  |  |  |  |  |  |  |  |  |  |  |  |  |  |  |  |  |  |  |  |  |  |  |  |  |  |  |  |  |  |  |  |  |
|                               |                               |                               |                               |                               |                               |                              |                              |                                             |                                             |                                             |                                             |                                             |                                             |                                            |                                            |                                                       |                                                       |                                                       |                                                       |                                                       |                                                       |                                            |                                            |                                         |                                         |                                  |                                  |                                  |                                  |                                              |                                              |                                              |                                              |                                              |                                              |                                                      |                                                      |                                                      |                                                      |                                                      |                                                      |                                   |                                   |                                          |                                          |                                          |                                          |                                           |                                           |                                           |                                           |                                                     |                                               |                                               |                                               |                                                                      |                                                                      |                                                                      |                                                                      |                                                                      |                                                                      |                                                  |                                                  |                                                  |                                                  |                                         |                                         |                                         |                                         |                                     |                                     |                                     |                                     |  |  |  |  |  |  |  |  |  |  |  |  |  |  |  |  |  |  |  |  |  |  |  |  |  |  |  |  |  |  |  |  |  |  |  |  |
|                               |                               |                               |                               |                               |                               |                              |                              |                                             |                                             |                                             |                                             |                                             |                                             |                                            |                                            |                                                       |                                                       |                                                       |                                                       |                                                       |                                                       |                                            |                                            |                                         |                                         |                                  |                                  | Charles V Roi de France          | Charles V Roi de France          | Charles V Roi de France                      | Charles V Roi de France                      | Charles V Roi de France                      | Charles V Roi de France                      |                                              |                                              |                                                      |                                                      |                                                      |                                                      |                                                      |                                                      |                                   |                                   | Louis Ier Duc d'Anjou Cte de Provence    | Louis Ier Duc d'Anjou Cte de Provence    | Louis Ier Duc d'Anjou Cte de Provence    | Louis Ier Duc d'Anjou Cte de Provence    | Louis Ier Duc d'Anjou Cte de Provence     | Louis Ier Duc d'Anjou Cte de Provence     |                                           |                                           |                                                     |                                               |                                               |                                               |                                                                      |                                                                      |                                                                      |                                                                      |                                                                      |                                                                      |                                                  |                                                  |                                                  |                                                  |                                         |                                         |                                         |                                         |                                     |                                     |                                     |                                     |  |  |  |  |  |  |  |  |  |  |  |  |  |  |  |  |  |  |  |  |  |  |  |  |  |  |  |  |  |  |  |  |  |  |  |  |
|                               |                               |                               |                               |                               |                               |                              |                              |                                             |                                             |                                             |                                             |                                             |                                             |                                            |                                            |                                                       |                                                       |                                                       |                                                       |                                                       |                                                       |                                            |                                            |                                         |                                         |                                  |                                  | Charles V Roi de France          | Charles V Roi de France          | Charles V Roi de France                      | Charles V Roi de France                      | Charles V Roi de France                      | Charles V Roi de France                      |                                              |                                              |                                                      |                                                      |                                                      |                                                      |                                                      |                                                      |                                   |                                   | Louis Ier Duc d'Anjou Cte de Provence    | Louis Ier Duc d'Anjou Cte de Provence    | Louis Ier Duc d'Anjou Cte de Provence    | Louis Ier Duc d'Anjou Cte de Provence    | Louis Ier Duc d'Anjou Cte de Provence     | Louis Ier Duc d'Anjou Cte de Provence     |                                           |                                           |                                                     |                                               |                                               |                                               |                                                                      |                                                                      |                                                                      |                                                                      |                                                                      |                                                                      |                                                  |                                                  |                                                  |                                                  |                                         |                                         |                                         |                                         |                                     |                                     |                                     |                                     |  |  |  |  |  |  |  |  |  |  |  |  |  |  |  |  |  |  |  |  |  |  |  |  |  |  |  |  |  |  |  |  |  |  |  |  |
|                               |                               |                               |                               |                               |                               |                              |                              |                                             |                                             |                                             |                                             |                                             |                                             |                                            |                                            |                                                       |                                                       |                                                       |                                                       |                                                       |                                                       |                                            |                                            |                                         |                                         |                                  |                                  | Charles VI Roi de France         | Charles VI Roi de France         | Charles VI Roi de France                     | Charles VI Roi de France                     | Charles VI Roi de France                     | Charles VI Roi de France                     |                                              |                                              |                                                      |                                                      |                                                      |                                                      |                                                      |                                                      |                                   |                                   | Louis II Duc d'Anjou Cte de Provence     | Louis II Duc d'Anjou Cte de Provence     | Louis II Duc d'Anjou Cte de Provence     | Louis II Duc d'Anjou Cte de Provence     | Louis II Duc d'Anjou Cte de Provence      | Louis II Duc d'Anjou Cte de Provence      |                                           |                                           |                                                     |                                               |                                               |                                               |                                                                      |                                                                      |                                                                      |                                                                      |                                                                      |                                                                      |                                                  |                                                  |                                                  |                                                  |                                         |                                         |                                         |                                         |                                     |                                     |                                     |                                     |  |  |  |  |  |  |  |  |  |  |  |  |  |  |  |  |  |  |  |  |  |  |  |  |  |  |  |  |  |  |  |  |  |  |  |  |
|                               |                               |                               |                               |                               |                               |                              |                              |                                             |                                             |                                             |                                             |                                             |                                             |                                            |                                            |                                                       |                                                       |                                                       |                                                       |                                                       |                                                       |                                            |                                            |                                         |                                         |                                  |                                  | Charles VI Roi de France         | Charles VI Roi de France         | Charles VI Roi de France                     | Charles VI Roi de France                     | Charles VI Roi de France                     | Charles VI Roi de France                     |                                              |                                              |                                                      |                                                      |                                                      |                                                      |                                                      |                                                      |                                   |                                   | Louis II Duc d'Anjou Cte de Provence     | Louis II Duc d'Anjou Cte de Provence     | Louis II Duc d'Anjou Cte de Provence     | Louis II Duc d'Anjou Cte de Provence     | Louis II Duc d'Anjou Cte de Provence      | Louis II Duc d'Anjou Cte de Provence      |                                           |                                           |                                                     |                                               |                                               |                                               |                                                                      |                                                                      |                                                                      |                                                                      |                                                                      |                                                                      |                                                  |                                                  |                                                  |                                                  |                                         |                                         |                                         |                                         |                                     |                                     |                                     |                                     |  |  |  |  |  |  |  |  |  |  |  |  |  |  |  |  |  |  |  |  |  |  |  |  |  |  |  |  |  |  |  |  |  |  |  |  |
|                               |                               |                               |                               |                               |                               |                              |                              |                                             |                                             |                                             |                                             |                                             |                                             |                                            |                                            |                                                       |                                                       |                                                       |                                                       |                                                       |                                                       |                                            |                                            |                                         |                                         |                                  |                                  |                                  |                                  |                                              |                                              |                                              |                                              |                                              |                                              |                                                      |                                                      |                                                      |                                                      |                                                      |                                                      |                                   |                                   |                                          |                                          |                                          |                                          |                                           |                                           |                                           |                                           |                                                     |                                               |                                               |                                               |                                                                      |                                                                      |                                                                      |                                                                      |                                                                      |                                                                      |                                                  |                                                  |                                                  |                                                  |                                         |                                         |                                         |                                         |                                     |                                     |                                     |                                     |  |  |  |  |  |  |  |  |  |  |  |  |  |  |  |  |  |  |  |  |  |  |  |  |  |  |  |  |  |  |  |  |  |  |  |  |
|                               |                               |                               |                               |                               |                               |                              |                              |                                             |                                             |                                             |                                             |                                             |                                             |                                            |                                            |                                                       |                                                       |                                                       |                                                       |                                                       |                                                       |                                            |                                            |                                         |                                         |                                  |                                  | Charles VII Roi de France        | Charles VII Roi de France        | Charles VII Roi de France                    | Charles VII Roi de France                    | Charles VII Roi de France                    | Charles VII Roi de France                    |                                              |                                              | Marie                                                | Marie                                                | Marie                                                | Marie                                                | Marie                                                | Marie                                                |                                   |                                   | Louis III Duc d'Anjou Cte de Provence    | Louis III Duc d'Anjou Cte de Provence    | Louis III Duc d'Anjou Cte de Provence    | Louis III Duc d'Anjou Cte de Provence    | Louis III Duc d'Anjou Cte de Provence     | Louis III Duc d'Anjou Cte de Provence     |                                           |                                           | René Duc de Bar Roi de Naples Cte de Provence       | René Duc de Bar Roi de Naples Cte de Provence | René Duc de Bar Roi de Naples Cte de Provence | René Duc de Bar Roi de Naples Cte de Provence | René Duc de Bar Roi de Naples Cte de Provence                        | René Duc de Bar Roi de Naples Cte de Provence                        |                                                                      |                                                                      | Charles IV Cte du Maine                                              | Charles IV Cte du Maine                                              | Charles IV Cte du Maine                          | Charles IV Cte du Maine                          | Charles IV Cte du Maine                          | Charles IV Cte du Maine                          |                                         |                                         |                                         |                                         |                                     |                                     |                                     |                                     |  |  |  |  |  |  |  |  |  |  |  |  |  |  |  |  |  |  |  |  |  |  |  |  |  |  |  |  |  |  |  |  |  |  |  |  |
|                               |                               |                               |                               |                               |                               |                              |                              |                                             |                                             |                                             |                                             |                                             |                                             |                                            |                                            |                                                       |                                                       |                                                       |                                                       |                                                       |                                                       |                                            |                                            |                                         |                                         |                                  |                                  | Charles VII Roi de France        | Charles VII Roi de France        | Charles VII Roi de France                    | Charles VII Roi de France                    | Charles VII Roi de France                    | Charles VII Roi de France                    |                                              |                                              | Marie                                                | Marie                                                | Marie                                                | Marie                                                | Marie                                                | Marie                                                |                                   |                                   | Louis III Duc d'Anjou Cte de Provence    | Louis III Duc d'Anjou Cte de Provence    | Louis III Duc d'Anjou Cte de Provence    | Louis III Duc d'Anjou Cte de Provence    | Louis III Duc d'Anjou Cte de Provence     | Louis III Duc d'Anjou Cte de Provence     |                                           |                                           | René Duc de Bar Roi de Naples Cte de Provence       | René Duc de Bar Roi de Naples Cte de Provence | René Duc de Bar Roi de Naples Cte de Provence | René Duc de Bar Roi de Naples Cte de Provence | René Duc de Bar Roi de Naples Cte de Provence                        | René Duc de Bar Roi de Naples Cte de Provence                        |                                                                      |                                                                      | Charles IV Cte du Maine                                              | Charles IV Cte du Maine                                              | Charles IV Cte du Maine                          | Charles IV Cte du Maine                          | Charles IV Cte du Maine                          | Charles IV Cte du Maine                          |                                         |                                         |                                         |                                         |                                     |                                     |                                     |                                     |  |  |  |  |  |  |  |  |  |  |  |  |  |  |  |  |  |  |  |  |  |  |  |  |  |  |  |  |  |  |  |  |  |  |  |  |
|                               |                               |                               |                               |                               |                               |                              |                              |                                             |                                             |                                             |                                             |                                             |                                             |                                            |                                            |                                                       |                                                       |                                                       |                                                       |                                                       |                                                       |                                            |                                            |                                         |                                         |                                  |                                  |                                  |                                  |                                              |                                              |                                              |                                              |                                              |                                              |                                                      |                                                      |                                                      |                                                      |                                                      |                                                      |                                   |                                   |                                          |                                          |                                          |                                          |                                           |                                           |                                           |                                           |                                                     |                                               |                                               |                                               |                                                                      |                                                                      |                                                                      |                                                                      |                                                                      |                                                                      |                                                  |                                                  |                                                  |                                                  |                                         |                                         |                                         |                                         |                                     |                                     |                                     |                                     |  |  |  |  |  |  |  |  |  |  |  |  |  |  |  |  |  |  |  |  |  |  |  |  |  |  |  |  |  |  |  |  |  |  |  |  |
|                               |                               |                               |                               |                               |                               |                              |                              |                                             |                                             |                                             |                                             |                                             |                                             |                                            |                                            |                                                       |                                                       |                                                       |                                                       |                                                       |                                                       |                                            |                                            |                                         |                                         |                                  |                                  |                                  |                                  |                                              |                                              | Louis XI Roi de France                       | Louis XI Roi de France                       | Louis XI Roi de France                       | Louis XI Roi de France                       | Louis XI Roi de France                               | Louis XI Roi de France                               |                                                      |                                                      |                                                      |                                                      |                                   |                                   |                                          |                                          |                                          |                                          |                                           |                                           |                                           |                                           | Yolande x Ferry II Cte de Vaudémont                 | Yolande x Ferry II Cte de Vaudémont           | Yolande x Ferry II Cte de Vaudémont           | Yolande x Ferry II Cte de Vaudémont           | Yolande x Ferry II Cte de Vaudémont                                  | Yolande x Ferry II Cte de Vaudémont                                  |                                                                      |                                                                      | Charles V Duc d'Anjou Cte de Provence                                | Charles V Duc d'Anjou Cte de Provence                                | Charles V Duc d'Anjou Cte de Provence            | Charles V Duc d'Anjou Cte de Provence            | Charles V Duc d'Anjou Cte de Provence            | Charles V Duc d'Anjou Cte de Provence            |                                         |                                         |                                         |                                         |                                     |                                     |                                     |                                     |  |  |  |  |  |  |  |  |  |  |  |  |  |  |  |  |  |  |  |  |  |  |  |  |  |  |  |  |  |  |  |  |  |  |  |  |
|                               |                               |                               |                               |                               |                               |                              |                              |                                             |                                             |                                             |                                             |                                             |                                             |                                            |                                            |                                                       |                                                       |                                                       |                                                       |                                                       |                                                       |                                            |                                            |                                         |                                         |                                  |                                  |                                  |                                  |                                              |                                              | Louis XI Roi de France                       | Louis XI Roi de France                       | Louis XI Roi de France                       | Louis XI Roi de France                       | Louis XI Roi de France                               | Louis XI Roi de France                               |                                                      |                                                      |                                                      |                                                      |                                   |                                   |                                          |                                          |                                          |                                          |                                           |                                           |                                           |                                           | Yolande x Ferry II Cte de Vaudémont                 | Yolande x Ferry II Cte de Vaudémont           | Yolande x Ferry II Cte de Vaudémont           | Yolande x Ferry II Cte de Vaudémont           | Yolande x Ferry II Cte de Vaudémont                                  | Yolande x Ferry II Cte de Vaudémont                                  |                                                                      |                                                                      | Charles V Duc d'Anjou Cte de Provence                                | Charles V Duc d'Anjou Cte de Provence                                | Charles V Duc d'Anjou Cte de Provence            | Charles V Duc d'Anjou Cte de Provence            | Charles V Duc d'Anjou Cte de Provence            | Charles V Duc d'Anjou Cte de Provence            |                                         |                                         |                                         |                                         |                                     |                                     |                                     |                                     |  |  |  |  |  |  |  |  |  |  |  |  |  |  |  |  |  |  |  |  |  |  |  |  |  |  |  |  |  |  |  |  |  |  |  |  |
|                               |                               |                               |                               |                               |                               |                              |                              |                                             |                                             |                                             |                                             |                                             |                                             |                                            |                                            |                                                       |                                                       |                                                       |                                                       |                                                       |                                                       |                                            |                                            |                                         |                                         |                                  |                                  |                                  |                                  |                                              |                                              |                                              |                                              |                                              |                                              |                                                      |                                                      |                                                      |                                                      |                                                      |                                                      |                                   |                                   |                                          |                                          |                                          |                                          |                                           |                                           |                                           |                                           | René II Cte de Vaudémont Duc de Lorraine Duc de Bar |                                               |                                               |                                               |                                                                      |                                                                      |                                                                      |                                                                      |                                                                      |                                                                      |                                                  |                                                  |                                                  |                                                  |                                         |                                         |                                         |                                         |                                     |                                     |                                     |                                     |  |  |  |  |  |  |  |  |  |  |  |  |  |  |  |  |  |  |  |  |  |  |  |  |  |  |  |  |  |  |  |  |  |  |  |  |